# Antigua y Barbuda
Antigua y Barbuda (en inglés, Antigua and Barbuda; en criollo antiguano: Aanteega an' Baabyuuda) es uno de los trece países que forman la América Insular, Antillas o Islas del mar Caribe, uno de los treinta y cinco que forman el continente americano. Está ubicado al norte de las Antillas Menores, limitando al sur con Guadalupe, al suroeste con Montserrat, al oeste con San Cristóbal y Nieves y al noroeste con San Martín. El país consta de dos islas principales, Antigua y Barbuda, que están separadas por aproximadamente 40 km, y varias islas más pequeñas. La población permanente es de aproximadamente 97.120 personas (estimaciones de 2019), de los cuales el 97 % reside en Antigua. Su capital, ciudad más poblada y puerto más grande es Saint John, situada en la isla de Antigua. Codrington es la ciudad más grande de Barbuda.
En 1493, Cristóbal Colón inspeccionó la isla de Antigua, a la que nombró por la capilla de la Antigua en la catedral de Sevilla (España). El imperio británico colonizó Antigua en 1632 y Barbuda en 1678. Como parte de la colonia de las islas de Sotavento Británicas desde 1871, Antigua y Barbuda se unió a la Federación de las Indias Occidentales en 1958. Con la ruptura de la federación en 1962, se convirtió en uno de los Estados Asociados de las Indias Occidentales en 1967. Después de un período de autogobierno interno, obtuvo la independencia total del Reino Unido el 1 de noviembre de 1981. Antigua y Barbuda es miembro de la Mancomunidad de Naciones; es una monarquía constitucional con Carlos III como su jefe de Estado. Forma parte del Caribe anglófono.
La economía de Antigua y Barbuda depende en gran medida del turismo, que representa el 80% de su PIB. Al igual que otras naciones insulares, Antigua y Barbuda es vulnerable a los efectos del cambio climático, como el aumento del nivel del mar y la mayor intensidad de fenómenos meteorológicos extremos como los huracanes, que provocan erosión costera, escasez de agua y otros problemas.
Antigua y Barbuda ofrece un programa para obtener la ciudadanía a cambio de una inversión monetaria. El país no aplica un impuesto sobre la renta.

## Etimología
Las islas fueron denominadas así por Cristóbal Colón en 1493: la primera en honor a la Virgen de la Antigua (cuya imagen se venera en la Catedral de Sevilla) y la segunda por las raíces aéreas de las higueras que tenían el aspecto de barbas. La idea de que se tratara de una alusión a indígenas barbudos carece de base documental, pero ha sido mencionada ocasionalmente.
Antigua era llamada Wadadli y Barbuda Wa'omoni por los Arahuacos.

## Historia
Los primeros habitantes de las islas de Antigua y Barbuda en el 2400 a. C. fueron amerindios pre-cerámicos. Más tarde, las tribus amerindias arawak y caribes poblaron las islas. La isla de Antigua fue llamada originalmente por los nativos Wadadli. Cristóbal Colón desembarcó en su segundo viaje en 1493 y le dio a la isla el nombre de Santa María la Antigua —en correspondencia a Santa María la Redonda, hoy Redonda. Barbuda recibió más tarde su extraño nombre por las «barbas» de líquenes que adornaban sus palmeras.

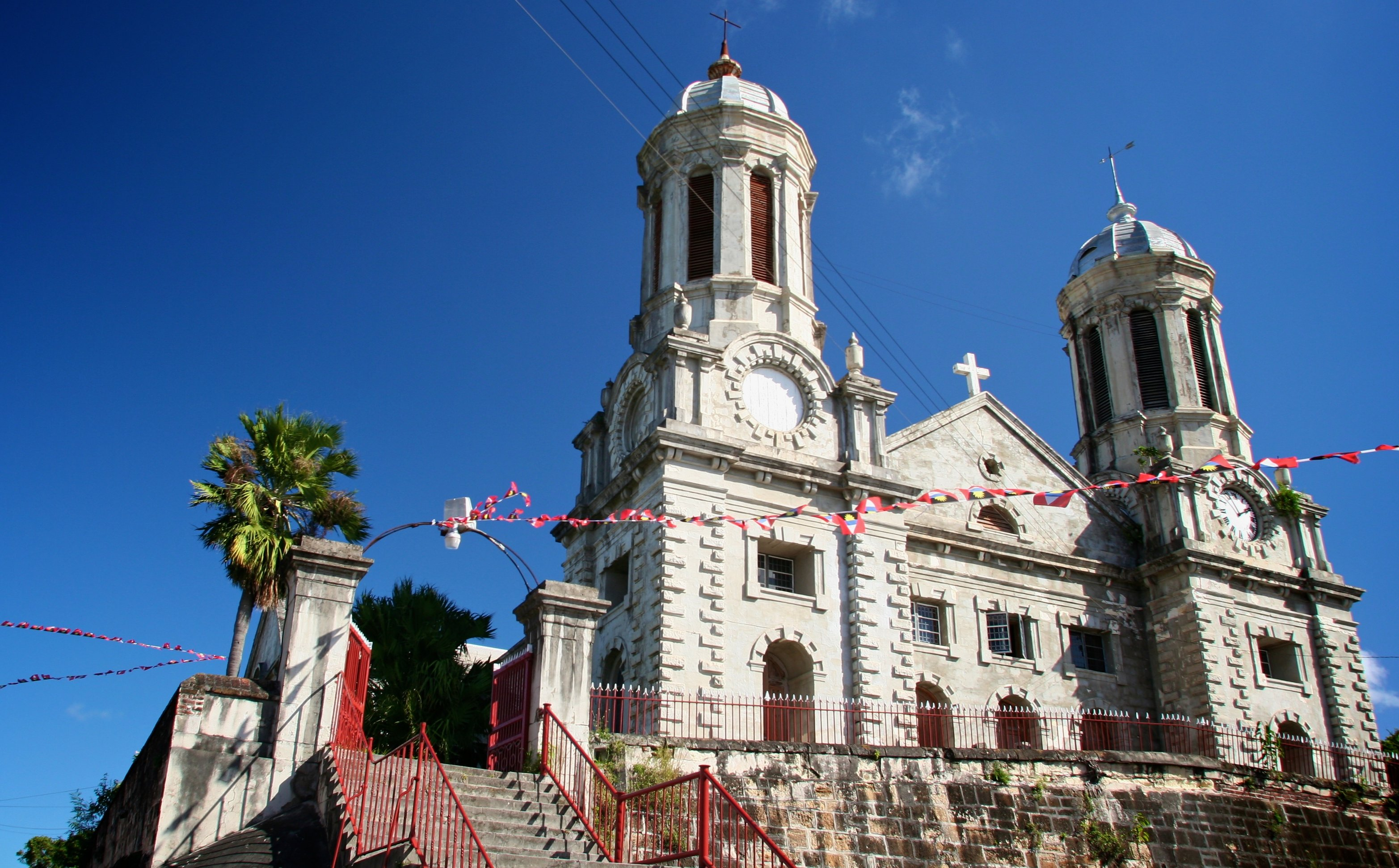
Catedral de San Juan, de culto anglicano.

A los primeros colonos españoles y franceses sucedieron los ingleses, quienes formaron una colonia en 1667 al transportar católicos irlandeses a Antigua. La esclavitud, establecida para dirigir las plantaciones de azúcar en Antigua, fue abolida oficialmente en 1838 en todas las colonias británicas, pero en Antigua y Barbuda persistió hasta el advenimiento de los sindicatos en 1939. Vere Bird fue el fundador del Partido Laborista de Antigua (PLA), primer partido político creado en el país, y también el primer líder sindical de la naciente nación. Tras décadas de lucha, consiguió ganar las elecciones de 1960 y convertirse en primer ministro.
En 1960 se promulgó una constitución según la cual Antigua y Barbuda comenzaba a autogobernarse a través de un parlamento electo democráticamente, pero el poder oculto de Inglaterra quedaba evidenciado en el hecho de que Londres ejercía los ministerios de Relaciones Exteriores y Defensa antiguanos.
Las islas se convirtieron en un estado asociado a la Corona británica en 1967, cuando Vere Bird fue reelecto, y comenzó un largo período en que la familia de este político entró y salió del gobierno. La primera derrota electoral de Bird fue en 1971 ante George Walter, pero regresó al poder tras volver a ganar en 1976.
El país obtuvo el estatus de miembro independiente de la Mancomunidad de Naciones el 1.º de noviembre de 1981, cuando Vere Bird se convirtió en el primer ministro por enésima vez. País finalmente soberano, unitario y democrático, Antigua y Barbuda fue admitido en el CARICOM y la ONU. A pesar de la oposición, que no reconocía el carácter de luchador social de Bird y lo acusaba por diversos supuestos episodios de corrupción, el dirigente consiguió mantenerse en el poder hasta 1994. Le sustituyó en la dirección del partido ALP su hijo Lester Bird, asumiendo también la conducción del país por dos periodos sucesivos, 10 años como primer ministro.
Un año antes, Antigua y Barbuda adoptó una alianza con Estados Unidos, mediante la cual le permite usar su territorio con fines militares a cambio del pago de un canon anual de arriendo. Durante la invasión a Granada de 1983, tropas antiguanas acompañaron a las estadounidenses.
En la actualidad, el primer ministro es Gaston Browne desde junio de 2014.
Si bien las hermosas playas del país lo han convertido en uno de los más prósperos de la región, su industria azucarera (que debiera ser la primordial) ha sido desigual durante toda su historia, y en los últimos tiempos se ha acusado a Antigua y Barbuda de ser uno de los mayores paraísos para el lavado de dinero.

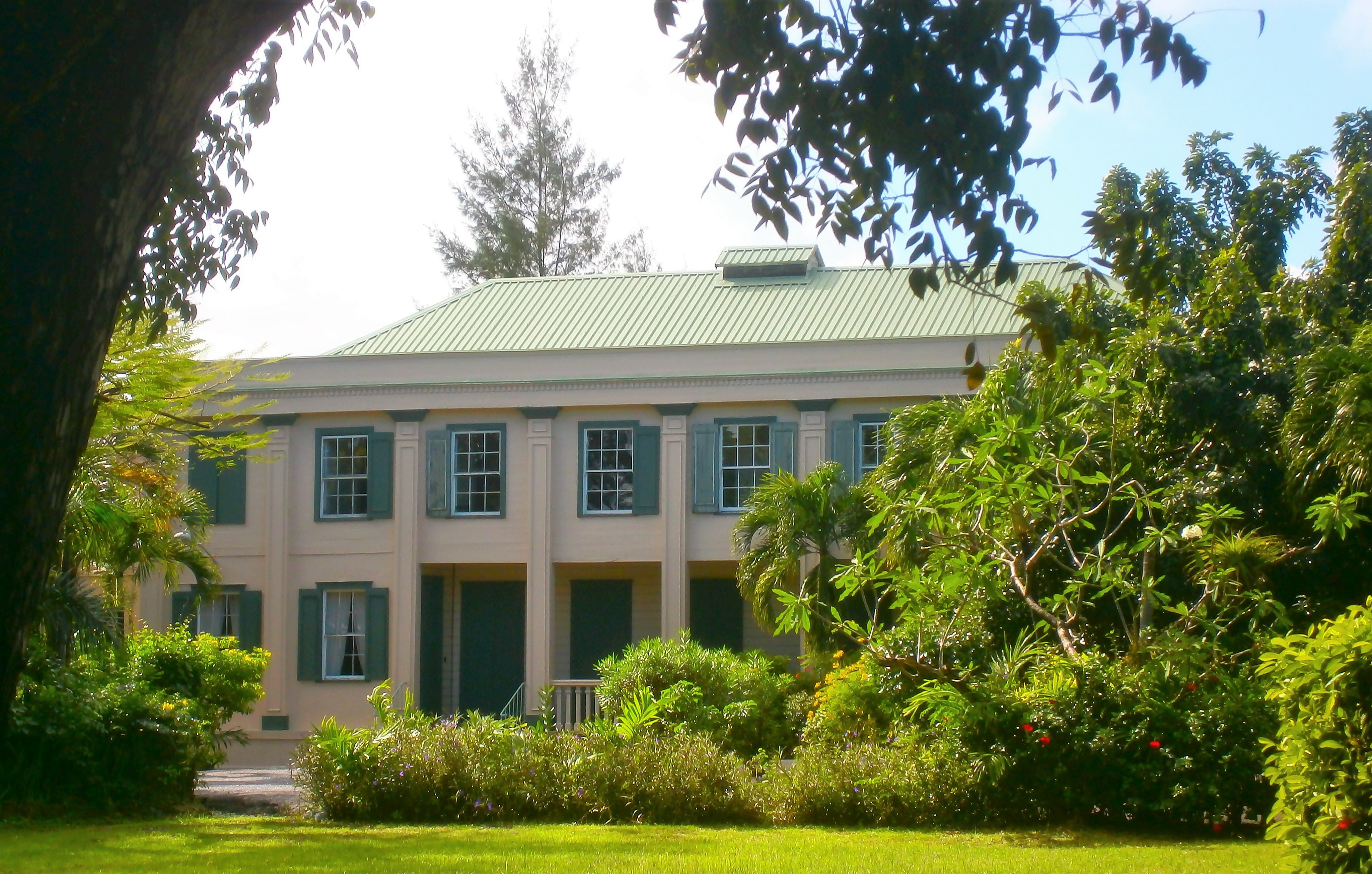
Casa de Gobierno de Antigua y Barbuda, en Saint John's.

## Gobierno y política
Antigua y Barbuda es un miembro de la Mancomunidad de Naciones y el jefe de Estado es el rey Carlos III, cuyo representante en Antigua y Barbuda es un gobernador general. Actualmente ocupa este cargo la gobernadora Louise Lake-Tack, sucediendo a James B. Carlisle, que lo ocupó desde junio de 1993 hasta julio de 2007.
El poder ejecutivo está en las manos del primer ministro, que es también el jefe de Gobierno. El primer ministro es normalmente el líder del partido vencedor de las elecciones para la Cámara de Representantes (17 miembros elegidos), celebradas cada cinco años. La otra cámara del parlamento, el Senado, tiene 17 miembros que son nombrados por el gobernador general. Su actual primer ministro es Gaston Browne, quien fue elegido en las elecciones legislativas celebradas en junio de 2014. Los principales partidos políticos en el país son el Partido Laborista de Antigua y el Partido Progresista Unido. Antigua y Barbuda ingresó en junio de 2009 como miembro de pleno derecho en la Alianza Bolivariana para las Américas (ALBA).
El Consejo de la Seguridad Social (Social Security Board) de Antigua y Barbuda es un miembro de pleno derecho en la Conferencia Interamericana de Seguridad Social (CISS) desde 1985.

### Ministros
No todos los ministros forman parte del gabinete (la mayoría de los ministros son también miembros del gabinete, tanto en la actualidad como históricamente). A excepción del fiscal general, todos los miembros del gabinete son ministros. Además del cargo de primer ministro, puede haber otros cargos de ministro (incluido el de ministro de Estado) del Gobierno que puedan ser establecidos por el Parlamento o, con sujeción a lo dispuesto en cualquier ley promulgada por el Parlamento, por el gobernador general actuando de conformidad con el asesoramiento del primer ministro. 

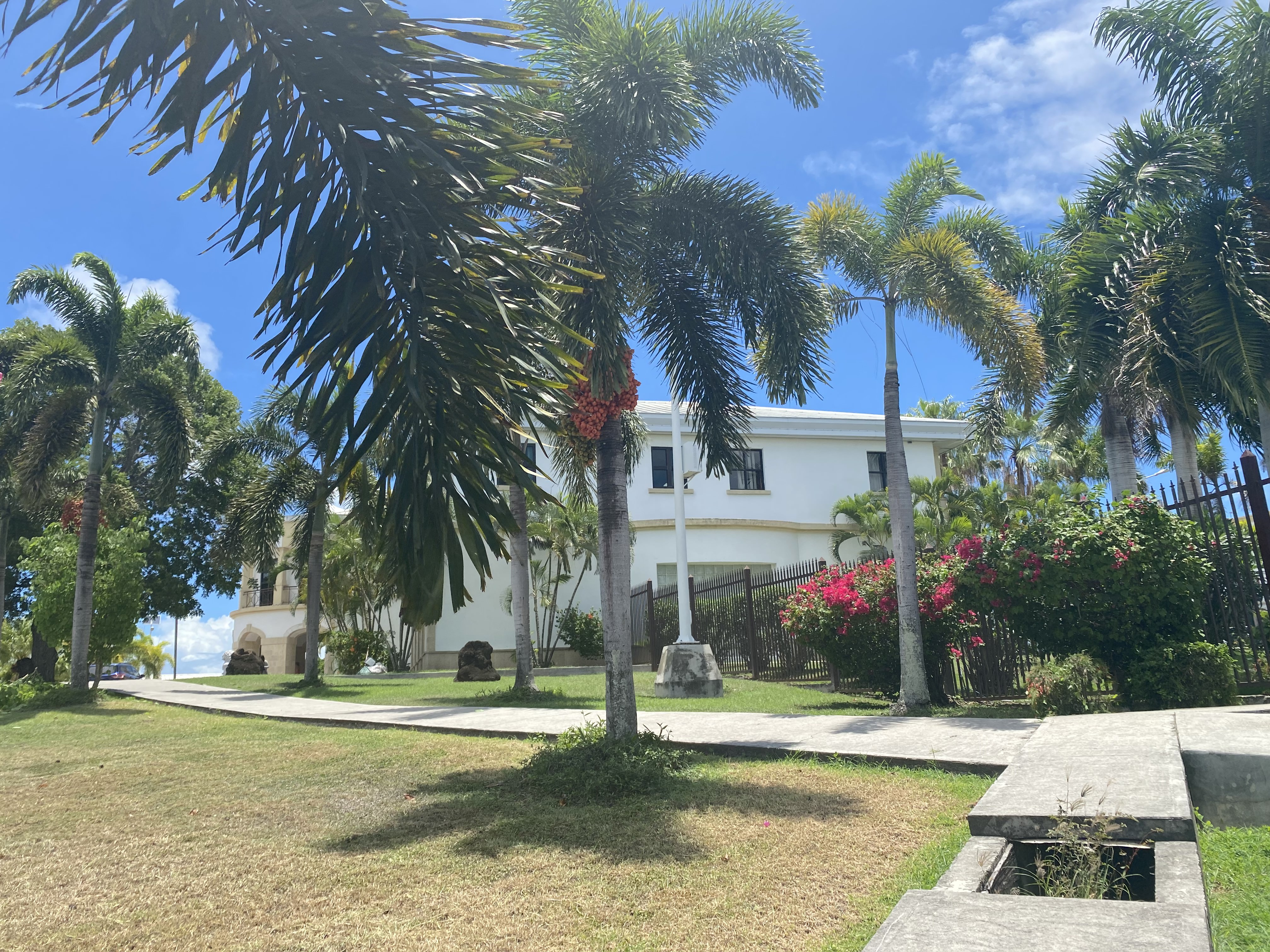
Oficina del primer ministro de Antigua y Barbuda

Esto está sujeto a las disposiciones de la sección 82 de la Constitución y la subsección (4) de la sección 69. El gobernador general, actuando de acuerdo con el asesoramiento del primer ministro, debe nombrar de entre los miembros de la Cámara y del Senado a las personas que servirán como ministros distintos del primer ministro. En caso de disolución del Parlamento y de necesidad de un primer ministro, una persona que fuera miembro de la Cámara inmediatamente antes de la disolución podrá ser nombrada primer ministro o cualquier otro ministro, y una persona que fuera miembro del Senado inmediatamente antes de la disolución podrá ser nombrada cualquier ministro distinto del primer ministro.
Mediante instrucciones escritas, el gobernador general, de acuerdo con la recomendación del primer ministro, puede delegar en el primer ministro o en cualquier otro ministro la responsabilidad de cualquier operación gubernamental, incluida la gestión de cualquier departamento. El gobernador general, actuando de acuerdo con el consejo del primer ministro, podrá nombrar a un miembro de la Cámara o a un Senador para que actúe en el cargo de dicho ministro durante dicha ausencia o enfermedad cuando un ministro no pueda desempeñar sus funciones debido a su ausencia de Antigua y Barbuda o por enfermedad.
Un ministro que no sea el primer ministro deberá renunciar a su cargo si es nombrado o reelegido como primer ministro, deja de prestar servicios como miembro de la Cámara del Parlamento de entre los miembros de la que fue nombrado, o si el gobernador general, actuando por consejo del primer ministro, revoca su nombramiento. Cuando un ministro que no sea el primer ministro se vea obligado por el artículo 31(2) o el artículo 41 de la Constitución a dejar de prestar servicios en la Cámara a la que pertenece, también deberá dejar de prestar servicios en cualquier capacidad como ministro en ese momento.
Antes de iniciar sus funciones oficiales, el primer ministro, cada uno de los demás ministros y cada secretario parlamentario deben prestar y firmar los juramentos de cargo, lealtad y confidencialidad.

### Gobierno de Barbuda
La Administración de la Isla de Barbuda (de 161 kilómetros cuadrados) recae en el Consejo de Barbuda,  una autoridad local que gestiona los asuntos internos de esta parte del país. .El consejo tiene autoridad para comprar, adquirir, poseer, hipotecar y enajenar tierras y otros bienes. También posee un sello común y sucesión perpetua. El Consejo de Barbuda, que tiene la autoridad señalada en la Ley de Gobierno Local de Barbuda, es el gobierno de la isla y su zona costera. Los miembros del Senado que cumplan los requisitos señalados en el párrafo (1) de la sección 6 de la Ley de Gobierno Local de Barbuda, nueve miembros electos y el miembro de la Cámara de Representantes de la circunscripción de Barbuda conforman el Consejo. 

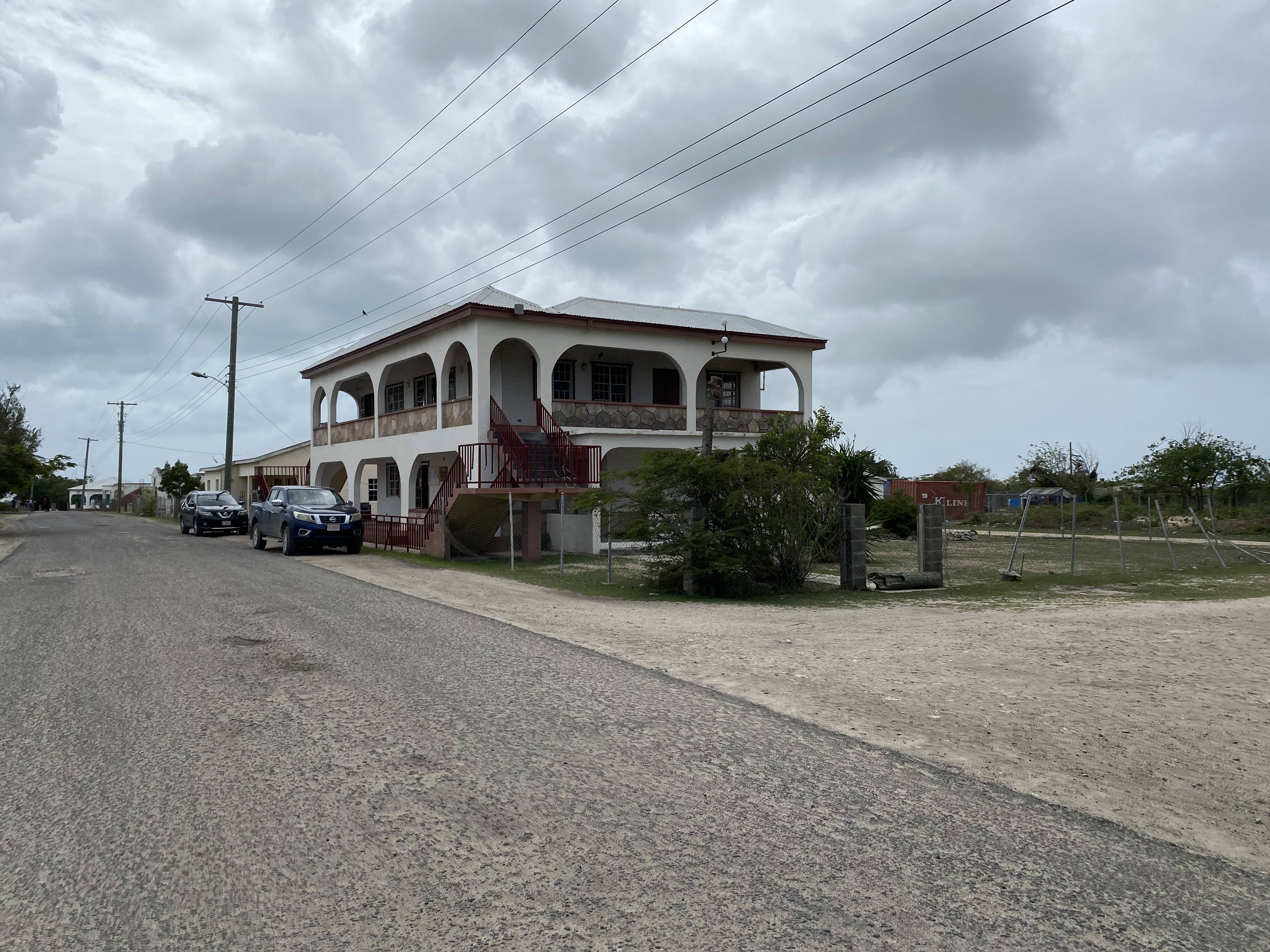
Edificio administrativo de Consejo de Barbuda

Un ciudadano de la Commonwealth que tenga dieciocho años o más, que haya nacido en Barbuda, que sea hijo de padres de al menos uno de los lugares de nacimiento de sus padres, o que haya vivido en Barbuda durante al menos tres años antes de la fecha de su nominación para la elección, y que sea residente habitual de Barbuda y un votante registrado en virtud de la Ley de Representación del Pueblo, son todos requisitos para ser elegible como miembro del Consejo.
Una persona no podrá ser elegida para el Consejo si, a través de sus propias acciones, ha reconocido lealtad, obediencia o adhesión a una potencia o estado extranjero; si es una persona en quiebra no liberada después de haber sido declarada o declarada en quiebra en Antigua y Barbuda; si ha sido certificada como demente o de otro modo se ha determinado que no está en su sano juicio en virtud de cualquier ley de Antigua y Barbuda en vigor; o está sujeto a una sentencia de muerte impuesta por un tribunal, o ha sido condenado a prisión (cualquiera que sea su nombre) por un período de tiempo superior a doce meses y no ha recibido un indulto libre, el castigo por el que fue condenado, o cualquier otro castigo que pueda haber sido sustituido por el mismo por la autoridad competente; o desempeña o está desempeñando cualquier cargo remunerado u otro lugar de beneficio que esté bajo el control o jurisdicción del Consejo; o está inhabilitado para ser elegido o miembro del Consejo en virtud de cualquier disposición de la Ley de Gobierno Local de Barbuda; o mantiene o está desempeñando cualquier cargo público; es miembro de la Policía o de cualquiera de las Fuerzas Armadas de la Corona; tiene algún interés en cualquier contrato con el Consejo que pueda estar prescrito, sujeto a cualquier exención o limitación establecida por la Legislatura; deja de ser ciudadano de la Commonwealth; o ejerce como ministro de culto.
Cualquier miembro electo del Consejo perderá su condición de miembro y quedará vacante su puesto si falta a tres reuniones consecutivas sin permiso del Presidente, o si se ausenta de Antigua y Barbuda durante más de sesenta días sin permiso, o si concurre cualquier otra circunstancia que le inhabilite para presentarse como candidato. El presidente notificará inmediatamente por escrito la vacante al ministro responsable y al Supervisor Electoral.
El Gabinete de Antigua y Barbuda podrá dar al Consejo instrucciones generales o específicas sobre la política a seguir en el ejercicio de los poderes y funciones del Consejo bajo la Ley de Gobierno Local de Barbuda o cualquier otra ley, con la excepción de los asuntos y cosas mencionados en la subsección (2) de la Ley de Gobierno Local de Barbuda. Es legal que una autoridad consulte al Consejo sobre un asunto si considera que la cooperación y asistencia del Consejo facilitaría a dicha autoridad la ejecución o realización de cualquier asunto público que sea de su responsabilidad en virtud de la Constitución, la Ley de Gobierno Local de Barbuda o cualquier otra ley. En ese caso, el Consejo ayudará a la autoridad pertinente en todo lo que pueda para implementar o llevar a cabo ese negocio público. 
También es legal que el Consejo consulte con una autoridad pertinente sobre cualquier asunto en el que el Consejo considere que la cooperación y la asistencia de la autoridad son necesarias para que el Consejo lleve a cabo cualquiera de sus obligaciones, poderes o funciones en virtud de la Ley de Gobierno Local de Barbuda. En ese caso, la autoridad pertinente hará todo lo que esté a su alcance para apoyar al Consejo en el cumplimiento de sus deberes, poderes o funciones.
Las firmas del Presidente y del Secretario deben ser usadas para validar cualquier reglamento que el Consejo haga.

### Política Exterior
Antigua y Barbuda mantiene relaciones diplomáticas con Estados Unidos, Canadá, Reino Unido, Venezuela y la República Popular China, así como con numerosos países latinoamericanos y Estados vecinos del Caribe Oriental. Es miembro de las Naciones Unidas, la Mancomunidad de Naciones, la Organización de Estados Americanos, la Organización de Estados del Caribe Oriental, la Alianza Bolivariana para los Pueblos de Nuestra América, Petrocaribe y el Sistema de Seguridad Regional (RSS) del Caribe Oriental.

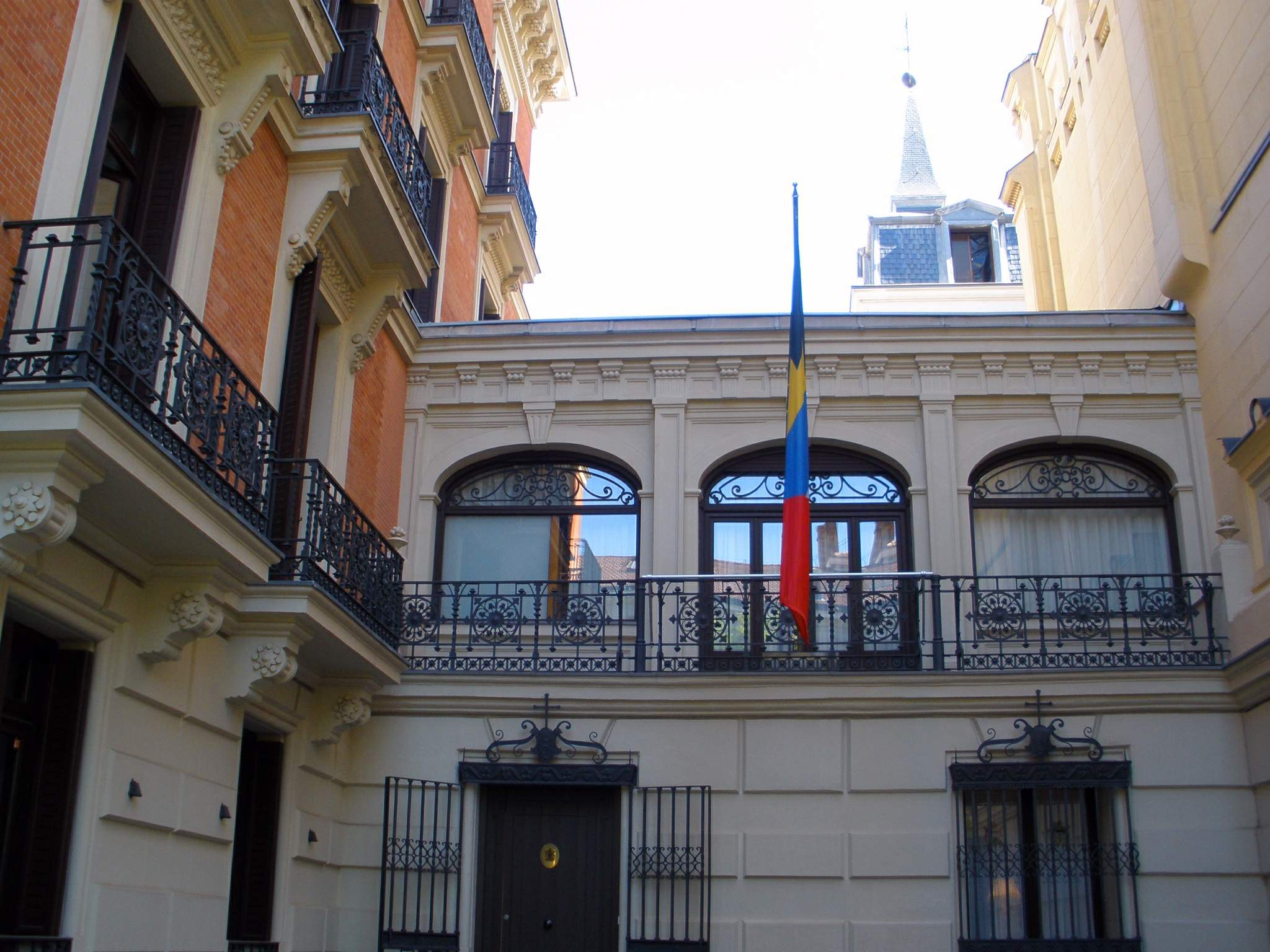
Embajada de Antigua y Barbuda en Madrid, Reino de España

Como miembro de CARICOM, Antigua y Barbuda apoyó los esfuerzos de Estados Unidos para aplicar la Resolución 940 del Consejo de Seguridad de la ONU, destinada a facilitar la salida del poder de las autoridades de facto de Haití. El país aceptó aportar personal a la fuerza multinacional que restauró el gobierno democráticamente elegido de Haití en octubre de 1994.
En mayo de 1997, el Primer ministro Bird se unió a otros 14 líderes caribeños y al Presidente Clinton en la primera cumbre regional de Estados Unidos, celebrada en Bridgetown (Barbados). La cumbre reforzó las bases de la cooperación regional en materia de justicia y lucha contra los estupefacientes, finanzas y desarrollo, y comercio.
Antigua y Barbuda es también miembro del Tribunal Penal Internacional, con un Acuerdo Bilateral de Inmunidad que protege a los militares estadounidenses (según lo dispuesto en el artículo 98). El país no posee actualmente ningún contencioso de importancia con sus vecinos.
El país es considerado un punto de transbordo menor de narcóticos con destino a estados Unidos y Europa; es más importante como centro de blanqueo de dinero procedente de la droga.
Estados Unidos ha apoyado el esfuerzo del Gobierno de Antigua y Barbuda por ampliar su base económica y mejorar el nivel de vida de sus ciudadanos. Sin embargo, la preocupación por la falta de una regulación adecuada del sector de los servicios financieros llevó al Gobierno de Estados Unidos a emitir una advertencia financiera para Antigua y Barbuda en 1999. La advertencia se levantó en 2001, pero el gobierno estadounidense sigue supervisando la regulación de los servicios financieros por parte del gobierno de Antigua y Barbuda.

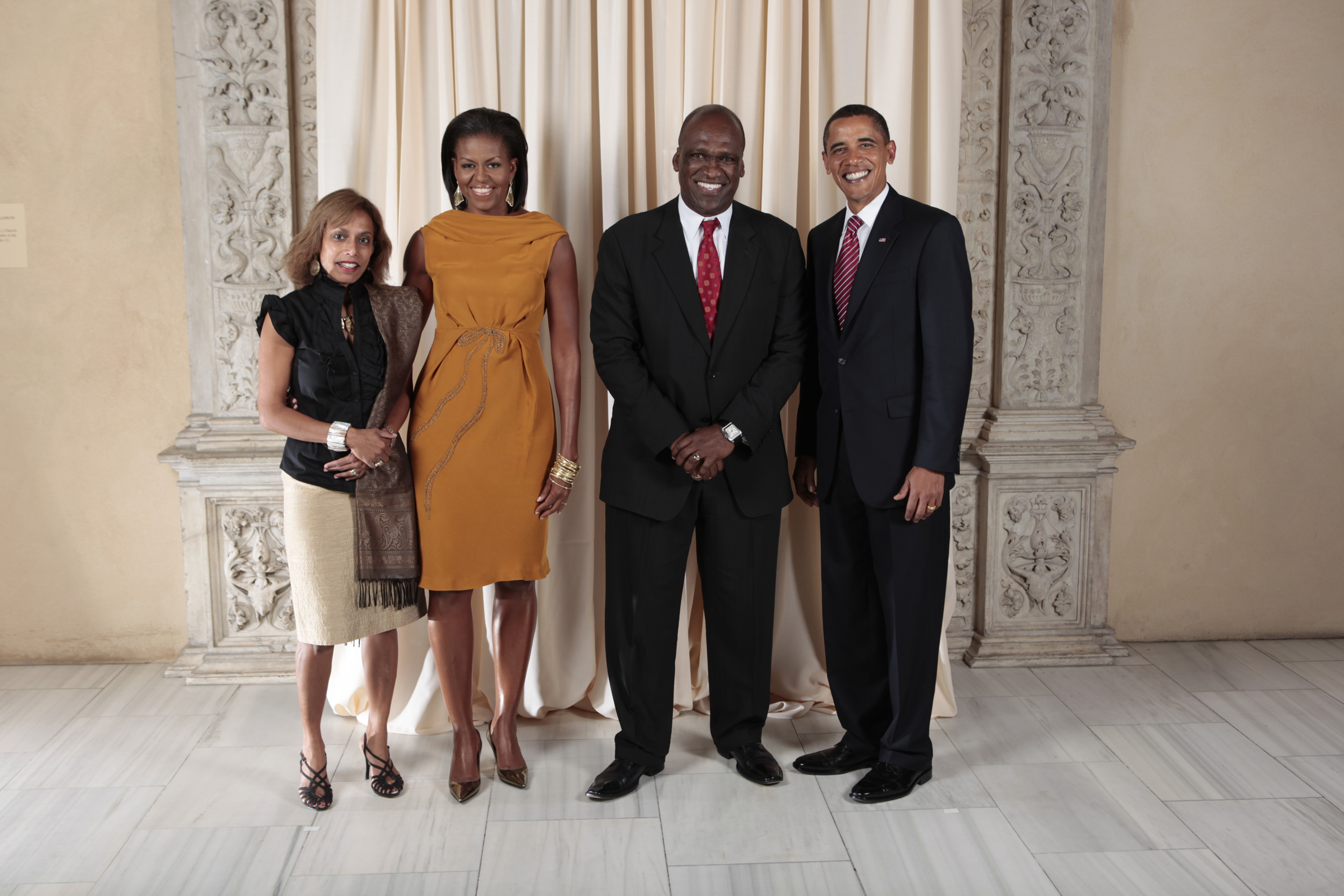
El presidente Barack Obama y la primera dama Michelle Obama en Nueva York con John William Ashe, Representante Permanente de Antigua y Barbuda ante las Naciones Unidas

Estados Unidos también ha apoyado activamente la asistencia y rehabilitación tras los huracanes, a través de la Oficina de Asistencia para Desastres en el Extranjero de la Agencia de Estados Unidos para el Desarrollo Internacional (USAID) y los Cuerpos de Paz. La ayuda estadounidense se canaliza principalmente a través de organismos multilaterales como el Banco Mundial y el Banco de Desarrollo del Caribe (BDC), así como a través de la oficina de USAID en Bridgetown, Barbados.
Antigua y Barbuda y el Reino Unido de Gran Bretaña e Irlanda del Norte (RU) están relacionados por una larga historia común que se remonta a 1632 en el caso de Antigua y a 1678 en el de Barbuda, la isla hermana más pequeña, hasta 1981 en el caso del estado conjunto. Antigua fue uno de los asentamientos ingleses más antiguos de las Antillas y sirvió como centro británico de administración regional para las Islas de Sotavento circundantes.
Tras el colapso de la Federación Británica de las Indias Occidentales en 1962 debido a luchas internas por el poder, en 1967 Antigua y Barbuda alcanzó el autogobierno y se reorganizó en una libre asociación con el Reino Unido, conocida como la unión Reino Unido-Estados Asociados de las Indias Occidentales (UK-WIAS, por sus siglas en inglés).Desde la independencia de Antigua y Barbuda en 1981, estas naciones siguen compartiendo lazos a través de la Mancomunidad de Naciones, y como dos de las quince naciones separadas de todo el mundo que coexisten estrechamente al compartir el mismo jefe de Estado, el rey Carlos III como monarca.
Antigua y Barbuda tiene una embajada en Pekín. A su vez China tiene una embajada en Saint John. Las relaciones diplomáticas se establecieron el 1 de enero de 1983, menos de dos años después de la independencia de la nación caribeña, bajo Deng Xiaoping y el primer ministro Vere Bird, respectivamente. Las relaciones diplomáticas entre ambos países han sido fluidas desde entonces, ya que China apoyó la candidatura de Antigua y Barbuda para ingresar en las Naciones Unidas.
En 2002, las exportaciones chinas a Antigua y Barbuda ascendían a 1.885.050 dólares, mientras que China importaba bienes por valor de 1.064.950 dólares. El actual embajador chino en Antigua y Barbuda es Chen Ligang, nombrado en 2007, y su homólogo es el embajador David Shoul.
Antigua y Barbuda fue uno de los 53 países que, en junio de 2020, respaldaron la ley de seguridad nacional de Hong Kong en las Naciones Unidas.
Se han llevado a cabo varios proyectos en el país a través de inversiones bilaterales.

### Poder Legislativo

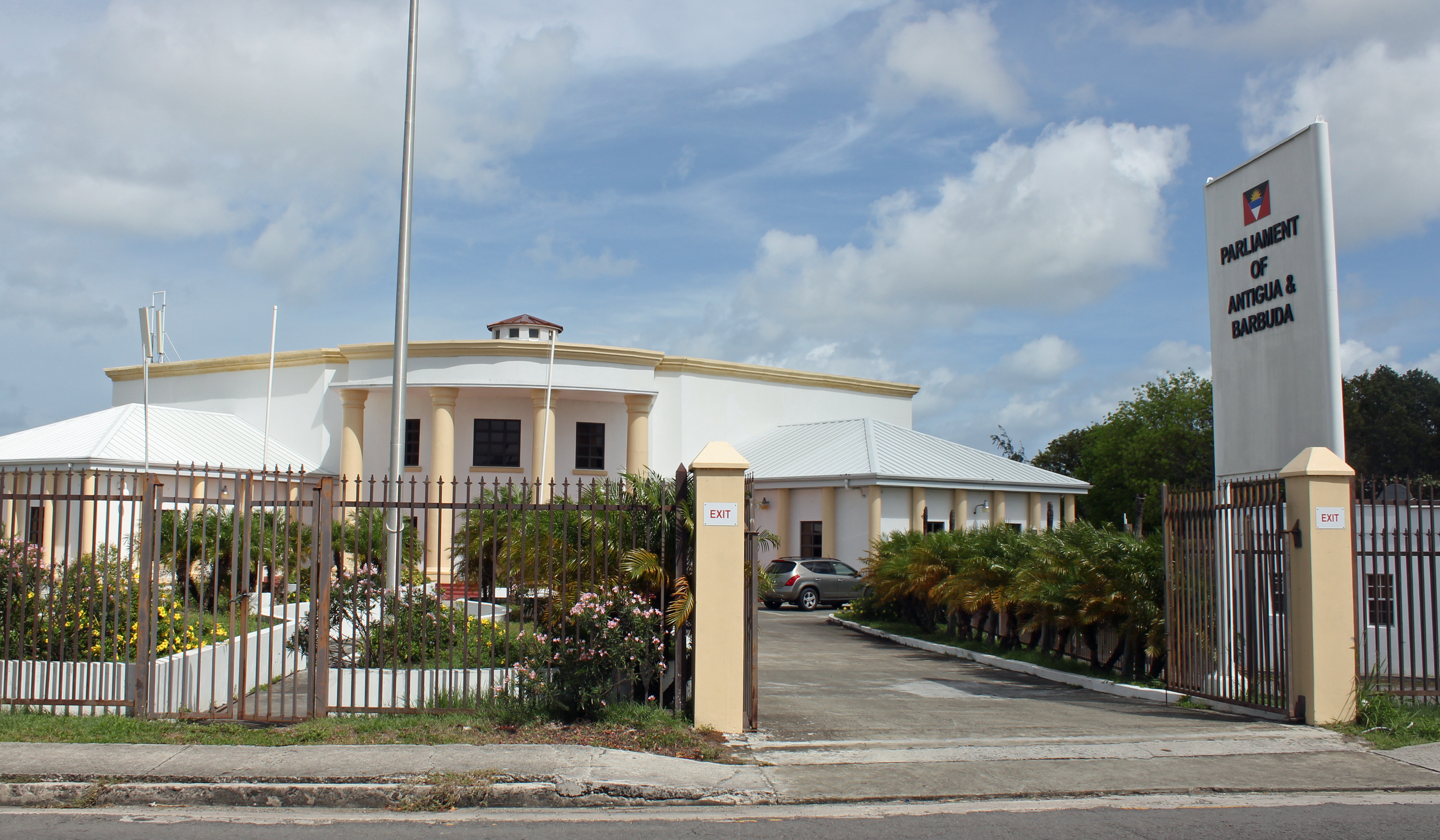
Sede del Parlamento de Antigua y Barbuda

Antigua y Barbuda elige a nivel nacional una asamblea legislativa. El Parlamento tiene dos cámaras, la Cámara de Representantes tiene 19 miembros: 17 miembros elegidos por un mandato de cinco años en circunscripciones uninominales, y 2 miembros natos (presidente y portavoz).cEl Senado tiene 17 miembros designados. El primer ministro es el líder del partido mayoritario en la Cámara y dirige los asuntos de Estado con el gabinete. El primer ministro y el Gabinete son responsables ante el Parlamento. Las elecciones deben celebrarse al menos cada cinco años, pero el Primer ministro puede convocarlas en cualquier momento.
Existen disposiciones legislativas especiales para tener en cuenta la escasa población de Barbuda en relación con la de Antigua. Barbuda tiene garantizado un miembro en la Cámara de Representantes y dos en el Senado. Además, existe un Consejo de Barbuda que gobierna los asuntos internos de la isla.

### Poder Judicial
Antigua y Barbuda es miembro del Tribunal Supremo del Caribe Oriental. Este tribunal tiene su sede en Santa Lucía, pero al menos un juez del Tribunal Supremo reside en Antigua y Barbuda, y preside el Tribunal Superior de Justicia. Los actuales jueces del Alto Tribunal son Jennifer Remy y Keith Thom.
Antigua también es miembro del Tribunal de Justicia del Caribe, aunque todavía no se ha adherido a la Parte III del Acuerdo de 2001 por el que se establece un Tribunal de Justicia del Caribe, por lo que su tribunal supremo de apelación sigue siendo el Comité Judicial Británico del Consejo Privado. De hecho, de los signatarios del Acuerdo, en diciembre de 2010, sólo Barbados ha sustituido las apelaciones ante Su Majestad en Consejo por el Tribunal de Justicia del Caribe.
Además del Tribunal Supremo del Caribe Oriental, Antigua y Barbuda tiene un Tribunal de Magistrados, que se ocupa de casos civiles y penales menores.

### Elecciones
Las últimas elecciones se celebraron el 21 de marzo de 2018. El Partido Laborista de Antigua Barbuda (ABLP), liderado por el primer ministro Gaston Browne, obtuvo 15 de los 17 escaños de la Cámara de Representantes. Las elecciones anteriores se celebraron el 12 de junio de 2014, durante las cuales el Partido Laborista de Antigua obtuvo 14 escaños y el Partido Progresista Unido, 3.
Desde 1951, las elecciones han sido ganadas por el populista Partido Laborista de Antigua. Sin embargo, en las elecciones legislativas de Antigua y Barbuda de 2004 se produjo la derrota del gobierno electo más longevo del Caribe.
Vere Bird fue primer ministro de 1981 a 1994 y ministro principal de Antigua de 1960 a 1981, salvo en el periodo 1971-1976, cuando el Movimiento Laborista Progresista (PLM) derrotó a su partido. A Bird, primer primer ministro de la nación, se le atribuye el mérito de haber llevado a Antigua y Barbuda y al Caribe a una nueva era de independencia. El primer ministro Lester Bryant Bird sucedió al anciano Bird en 1994.

Gaston Browne derrotó a su predecesor Lester Bryant Bird en la convención bienal del Partido Laborista de Antigua celebrada en noviembre de 2012 para elegir a un líder político y a otros cargos. El partido cambió entonces su nombre de Partido Laborista de Antigua (ALP) a Partido Laborista de Antigua y Barbuda (ABLP). Esto se hizo para incluir oficialmente en su organización la presencia del partido en la isla hermana de Barbuda, el único partido político del continente que tiene una sucursal física en Barbuda.

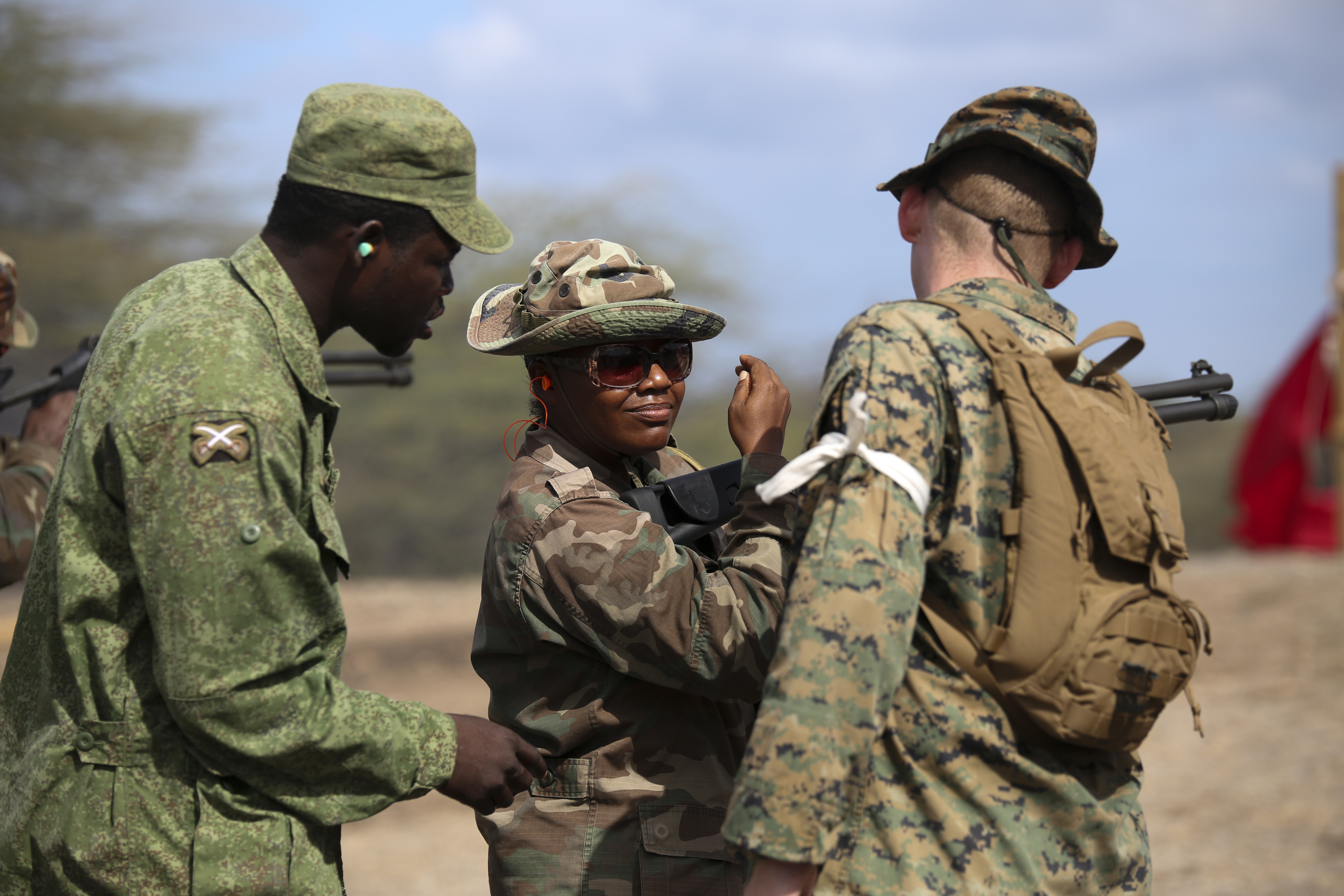
El cabo William Worful, policía militar ayuda a la cabo Carla Thomas, médico de la Fuerza de Defensa de Antigua y Barbuda, con una escopeta táctica M4 Benelli en la Base Naval de Las Calderas, República Dominicana

### Defensa
Las Fuerzas de Defensa de Antigua y Barbuda (ABDF) son las fuerzas armadas de Antigua y Barbuda. Las ABDF son responsables de ejecutar diferentes funciones como: seguridad interna, prevención del contrabando de drogas, protección y apoyo de los derechos de pesca, prevención de la contaminación marina, operaciones de búsqueda y rescate, tareas ceremoniales, asistencia a programas gubernamentales, prestación de socorro durante catástrofes naturales, asistencia en el mantenimiento de servicios esenciales y apoyo a la policía en el mantenimiento de la ley y el orden.
La ABDF es una de las fuerzas militares más pequeños del mundo, con 245 efectivos. Está mucho mejor equipada para desempeñar sus funciones civiles que para disuadir a posibles agresores o defender a la nación durante una guerra.
La Junta de Defensa se encarga de supervisar el liderazgo, la gestión y la disciplina de las Fuerzas de Defensa de Antigua y Barbuda, así como todos los demás asuntos relacionados con ellas. La Junta de Defensa tiene autoridad para regular su trabajo, la forma en que llevará a cabo sus funciones y las responsabilidades de sus miembros. También puede asignar a cualquier miembro de la Junta cualquier autoridad o deber, mediante la publicación de un aviso en la Gaceta Oficial; consultar con los no miembros, según corresponda, incluidos los oficiales al mando de las unidades de la Fuerza, en relación con asuntos relativos a sus unidades; y los oficiales están obligados a asistir a las reuniones que la Junta solicite; decidir sobre el protocolo a seguir en la conducción de sus asuntos; y disponer cualquier otro asunto que considere necesario o conveniente para lograr el mejor desempeño de sus funciones.

380X Defender de la Guardia costera de Antigua y Barbuda durante el ejercicio de entrenamiento conjunto "Tradewinds 2013".

Una persona no puede ser nombrada miembro del cuerpo a menos que haya recibido una recomendación de una junta, conocida como Junta de Comisiones en la Ley de Defensa. Esta junta está formada por el presidente, que es nombrado por el jefe de Estado Mayor de la Defensa; el presidente de la Comisión de la Función Pública, o en su ausencia, el vicepresidente de la Comisión de la Función Pública; y una persona nombrada por la Junta de Defensa por un periodo de tiempo determinado por la Junta. Su Majestad tiene autoridad para nombrar personas para las Fuerzas de Defensa de Antigua y Barbuda, y el Gobernador general puede actuar como tal. Una comisión puede ser otorgada por un tiempo predeterminado o por tiempo ilimitado.
Existen dos clases en la Reserva de las Fuerzas de Defensa de Antigua y Barbuda. Los soldados alistados, considerados alistados o reenganchados de acuerdo con esta Parte para el servicio en esa clase; los soldados de la Reserva de la segunda clase que, previa solicitud por escrito a la autoridad militar correspondiente, hayan sido aceptados por dicha autoridad para el servicio en la primera clase; y los soldados transferidos a la primera clase de acuerdo con la sección 31 de la Ley de Defensa comprenden la primera clase. Los soldados que son miembros de la segunda clase en virtud de la Parte IV de la Ley de Defensa, los oficiales que son nombrados o trasladados a esa clase, y los soldados que son alistados, considerados alistados o reenganchados de conformidad con la Parte IX de la Ley de Defensa para el servicio en esa clase están todos incluidos en la segunda clase.

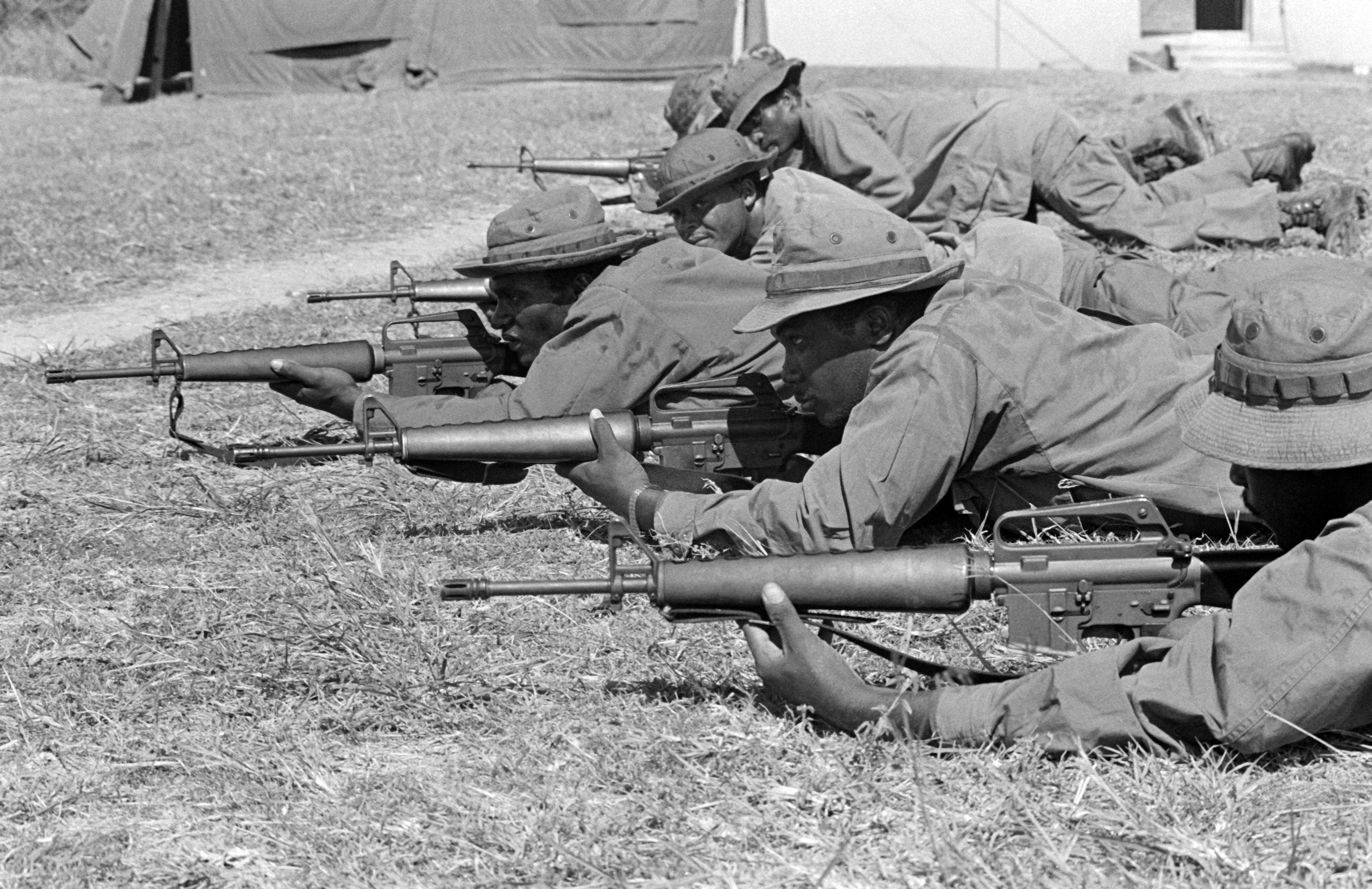
Militares de Antigua y Barbuda durante un ejercicio conjunto con fuerzas estadounidenses en 1986.

Un oficial de reclutamiento no alistará a nadie en la Fuerza a menos que esté convencido de que el recluta potencial ha recibido, comprendido y desea ser alistado tras recibir una notificación en la forma prescrita de cualquier persona que desee unirse a la Fuerza regular. Un oficial de reclutamiento no está autorizado a alistar a un menor de dieciocho años en la fuerza regular a menos que se haya obtenido el consentimiento por escrito de al menos uno de los progenitores, de cualquier progenitor que pueda tener derechos y poderes parentales sobre el menor, de cualquier persona cuyo paradero se conozca o pueda determinarse con un esfuerzo razonable, o de cualquier persona que sea de hecho o legalmente responsable del menor. A efectos de la Ley de Defensa, se considerará que una persona dispuesta a alistarse ha alcanzado o no la edad de dieciocho años si el oficial encargado del reclutamiento está convencido de ello, ya sea mediante la presentación de una copia certificada de una inscripción en el registro de nacimientos, o mediante cualquier otra prueba que le parezca suficiente.
Una sentencia de un consejo de guerra, una orden de la Junta de Defensa o una orden de un oficial no inferior a comandante o de un rango correspondiente que haya recibido el permiso del oficial al mando pueden ser las únicas formas en las que se puede rebajar el rango de un suboficial o suboficial. Si un suboficial de la fuerza regular es degradado de grado, podrá solicitar su baja, salvo en caso de estado de guerra, insurrección, hostilidades o emergencia pública. 

### Derechos humanos
En materia de derechos humanos, respecto a la pertenencia a los siete organismos de la Carta Internacional de Derechos Humanos, que incluyen al Comité de Derechos Humanos (HRC), Antigua y Barbuda ha firmado o ratificado:
| Antigua y Barbuda | Tratados internacionales | Tratados internacionales | Tratados internacionales | Tratados internacionales  | Tratados internacionales  | Tratados internacionales | Tratados internacionales | Tratados internacionales | Tratados internacionales  | Tratados internacionales | Tratados internacionales | Tratados internacionales | Tratados internacionales  | Tratados internacionales | Tratados internacionales | Tratados internacionales  | Tratados internacionales | Tratados internacionales    |
| --- | ------------------------ | ------------------------ | ------------------------ | ------------------------- | ------------------------- | --- | ------------------------ | --- | ------------------------- | --- | ------------------------ | ------------------------ | ------------------------- | ------------------------ | ------------------------ | ------------------------- | ------------------------ | --------------------------- |
| Antigua y Barbuda | CESCR                    | CESCR                    | CCPR                     | CCPR                      | CCPR                      | CERD | CED                      | CEDAW | CEDAW                     | CAT | CAT                      | CRC                      | CRC                       | CRC                      | CRC                      | MWC                       | CRPD                     | CRPD                        |
| Antigua y Barbuda | CESCR                    | CESCR-OP                 | CCPR                     | CCPR-OP1                  | CCPR-OP2-DP               | CERD | CED                      | CEDAW | CEDAW-OP                  | CAT | CAT-OP                   | CRC                      | CRC-OP-AC                 | CRC-OP-SC                | CRC-OP-CP                | MWC                       | CRPD                     | CRPD-OP                     |
| Pertenencia | Firmado y ratificado.    | Sin información.         | Firmado y ratificado.    | Ni firmado ni ratificado. | Ni firmado ni ratificado. | Antigua y Barbuda ha reconocido la competencia de recibir y procesar comunicaciones individuales por parte de los órganos competentes. | Sin información.         | Antigua y Barbuda ha reconocido la competencia de recibir y procesar comunicaciones individuales por parte de los órganos competentes. | Ni firmado ni ratificado. | Antigua y Barbuda ha reconocido la competencia de recibir y procesar comunicaciones individuales por parte de los órganos competentes. | Sin información.         | Firmado y ratificado.    | Ni firmado ni ratificado. | Firmado y ratificado.    | Sin información.         | Ni firmado ni ratificado. | Firmado y ratificado.    | Firmado pero no ratificado. |
| Firmado y ratificado, firmado, pero no ratificado, ni firmado ni ratificado, sin información, ha accedido a firmar y ratificar el órgano en cuestión, pero también reconoce la competencia de recibir y procesar comunicaciones individuales por parte de los órganos competentes. |                          |                          |                          |                           |                           | |                          | |                           | |                          |                          |                           |                          |                          |                           |                          |                             |

## Organización político-administrativa

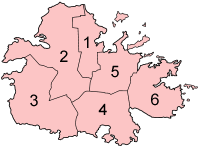
Parroquias de Antigua

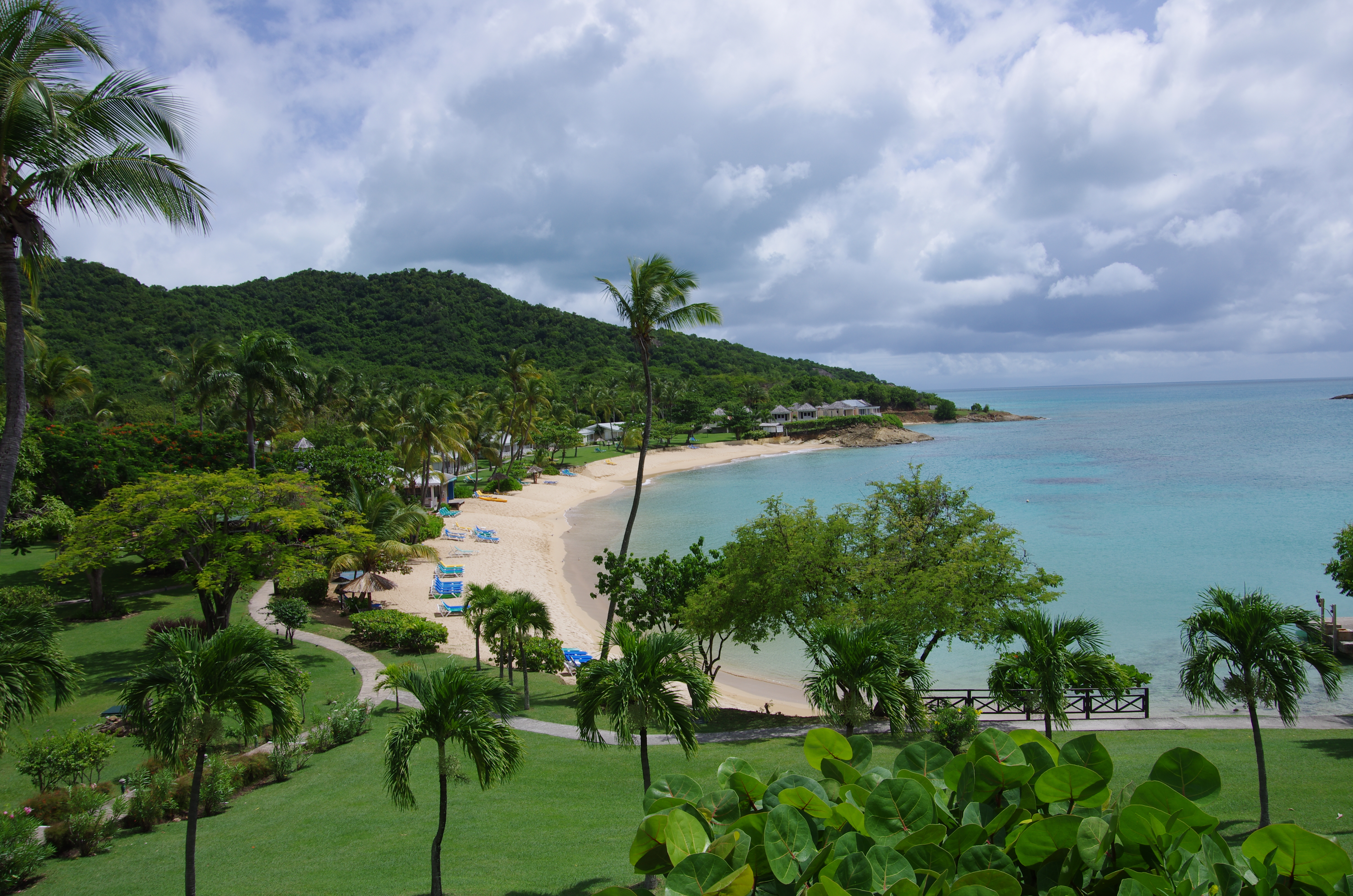
Un complejo turístico en la parroquia de Saint John en la isla de Antigua

La isla de Antigua se divide en seis parishes o parroquias:
| - 1 Saint George (4473) - 2 Saint John (14 121) - 3 Saint Mary (5303) | - 4 Saint Paul (6117) - 5 Saint Peter (3622) - 6 Saint Philip (2964) |  |

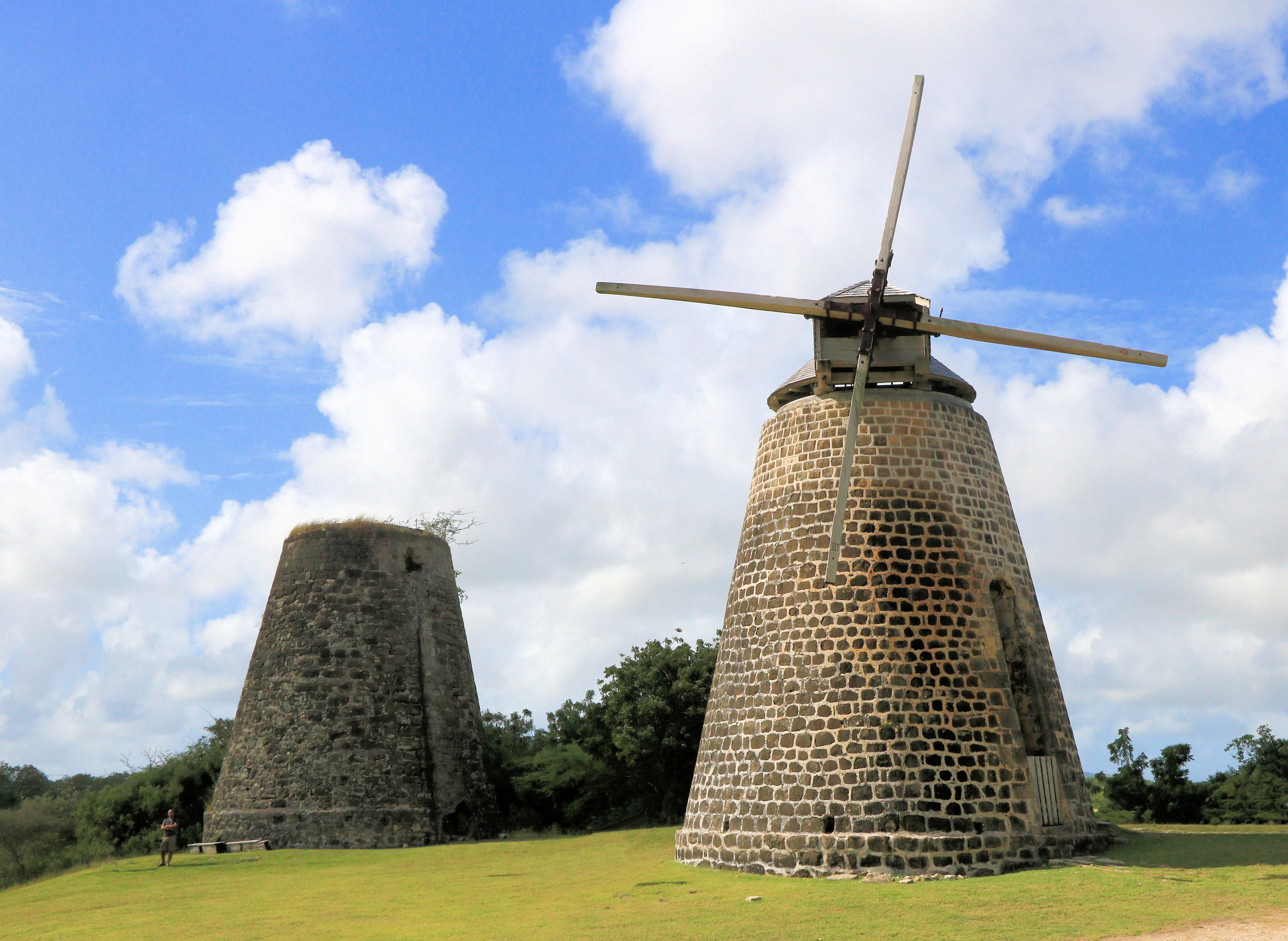
Molinos en la antigua plantación de Betty's Hope, parroquia de Saint Peter

Tanto la isla de Barbuda como la isla deshabitada de Redonda gozan cada una de estatus de dependencia.

## Geografía

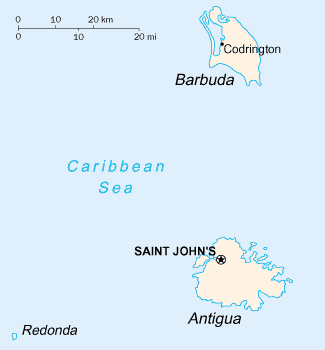
Mapa de Antigua y Barbuda.

El país consta de varias islas de la cual Antigua, con una extensión de 280 km², es la mayor y la más poblada; Barbuda, al norte de Antigua, posee 161 km². Isla Redonda, al suroeste del país, abarca 1,5 km². Las islas tienen un clima tropical cálido, con suaves temperaturas constantes durante todo el año. Tanto Antigua como Barbuda pertenecen al grupo de las Islas de Barlovento. Además hay diversas islas pequeñas alrededor de Antigua, entre ellas Bird Island, Long Island, Guyana Island, Green Island, entre otras pequeñas formaciones rocosas, que hacen de Antigua un lugar muy atractivo para la navegación en el mar.
Las islas son en su mayoría de tierras bajas, con el punto más alto en Boggy Peak (llamado monte Obama desde 2009), a 470 m s. n. m., ubicado en Antigua. El principal pueblo del pequeño país es la capital Saint John's en Antigua; el mayor pueblo de Barbuda es Codrington.
Antigua es de caliza y arenosa, con hermosas playas que atraen al turismo internacional. Barbuda, llamada Dulcina por los antiguos conquistadores españoles, se halla situada a 40 km al norte de la anterior. Se ha constituido en una gran reserva de caza habitada por ciervos, jabalíes y gran variedad de aves como palomas y patos. La isla Redonda es rocosa y deshabitada pero tiene yacimientos de fosfato.
En ninguna de las islas que conforman los países hay ríos.
El clima es tropical, con escasa amplitud térmica. Entre los meses de febrero y mayo es fresco y seco.

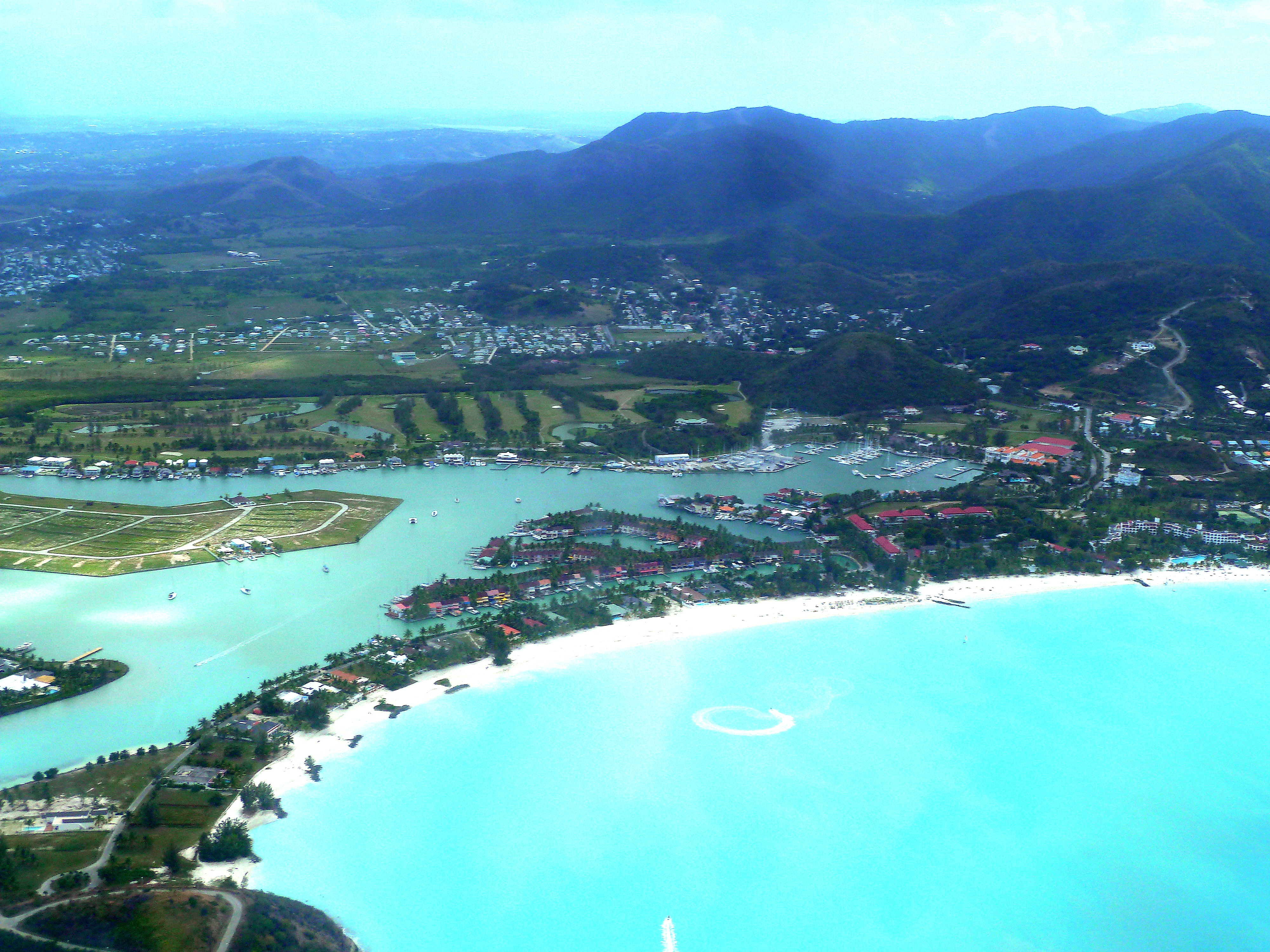
Playas de Jolly Harbour, Isla de Antigua

En septiembre de 2017 el huracán Irma, de categoría 5, causó una devastación de un 97 % de la isla Barbuda.
| Noroeste: San Bartolomé       | Norte: Océano Atlántico | Nordeste: Océano Atlántico |
| Oeste: San Cristóbal y Nieves |                         | Este: Océano Atlántico     |
| Suroeste: Montserrat          | Sur: Guadalupe          | Sureste: Océano Atlántico  |

### Clima
La precipitación media anual es de 990 mm, con grandes variaciones según la estación. En general, el periodo más lluvioso es entre septiembre y noviembre. En las islas suele haber poca humedad y sequías recurrentes. La temperatura media es de 27 °C (80,6 °F), con una oscilación entre 23 °C (73,4 °F) y 29 °C (84,2 °F) en invierno y entre 25 °C (77,0 °F) y 30 °C (86,0 °F) en verano y otoño .El periodo más frío es entre diciembre y febrero.

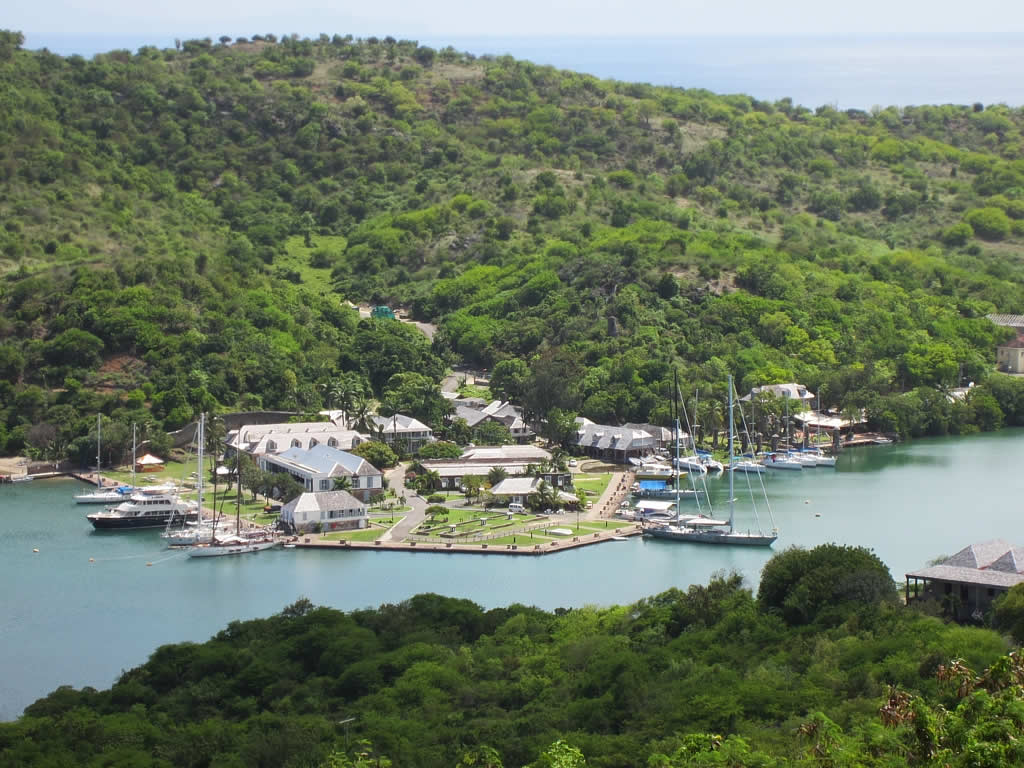
Nelson's Dockyard (el Astillero de Nelson)

Los huracanes azotan un promedio de una vez al año, incluido el poderoso huracán Irma, de categoría 5, el 6 de septiembre de 2017, que dañó el 95% de las estructuras de Barbuda. Unas 1.800 personas fueron evacuadas a Antigua.
Funcionarios citados por Time indicaron que se necesitarían más de 100 millones de dólares para reconstruir viviendas e infraestructuras .Philmore Mullin, Director de la Oficina Nacional de Servicios de Desastres de Barbuda, declaró que "todas las infraestructuras y servicios críticos son inexistentes: suministro de alimentos, medicinas, refugio, electricidad, agua, comunicaciones, gestión de residuos". Resumió la situación de la siguiente manera: "Los servicios públicos deben reconstruirse en su totalidad...Es optimista pensar que todo puede reconstruirse en seis meses...En mis 25 años de gestión de catástrofes, nunca había visto algo así".
Antigua y Barbuda son islas pequeñas donde la presión para subdividir la tierra con fines de vivienda, desarrollo turístico, la agricultura y la explotación de canteras, aumenta exponencialmente con el incremento de la población y la actividad económica.
El clima natural del país está marcado por la aparición de una serie de fenómenos climáticos extremos, tales como tormentas tropicales, huracanes, marejadas, inundaciones y sequías. De estos fenómenos, los huracanes,  que últimamente son más frecuentes en el Caribe, son los que más han afectado a la región, causando pérdidas de vidas humanas y daños materiales, medioambientales y a instalaciones críticas; sus peligros surgen de una combinación de factores que son característicos de los huracanes (fuertes vientos, lluvias torrenciales y mareas de tempestad).

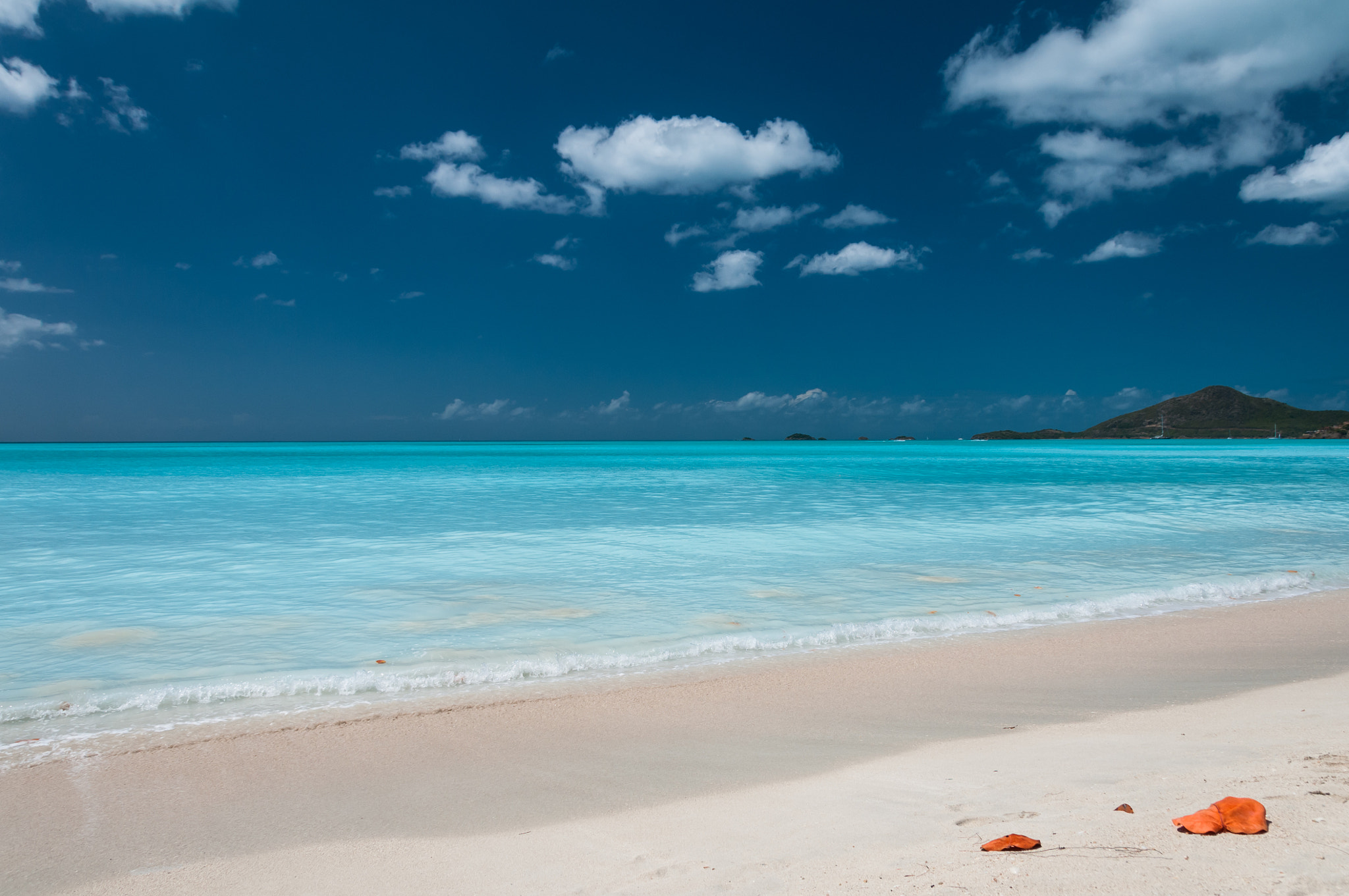
Playa de Valley Church, Antigua y Barbuda

El abastecimiento de agua también es otro sector que puede verse directamente afectado por el cambio climático. La reducción de las precipitaciones reduce la disponibilidad de aguas superficiales y subterráneas. El aumento de las precipitaciones, sobre todo en forma de lluvias torrenciales, puede provocar desprendimientos de tierras y erosión del suelo, así como dañar el suministro de agua. e inundaciones en zonas residenciales y comerciales. La disponibilidad de agua es un factor crítico que afecta a la viabilidad del sector agrícola. Las experiencias de huracanes y la sequía de la década de 1990 demuestran la vulnerabilidad de la producción agrícola de Antigua y Barbuda a las inclemencias del tiempo y a los fenómenos meteorológicos extremos, condiciones que se espera que se intensifiquen con el cambio climático global.

### Geología
La geología de Antigua y Barbuda forma parte del arco volcánico de las Antillas Menores. Ambas islas son los "casquetes" de piedra caliza sobre el agua de volcanes ahora inactivos. Las dos islas son los rasgos superficiales del Banco de Barbuda submarino y presentan paisajes cársticos de piedra caliza. Barbuda es principalmente llana y está formada por arrecifes de coral. La Formación Highlands, del Mioceno Medio, tiene calizas que son las rocas más antiguas de la isla, elevándose 120 pies sobre el nivel del mar. La Formación Beazer y la Formación Codrington son ambas del Pleistoceno e incluyen rocas relacionadas con arrecifes y lagunas.

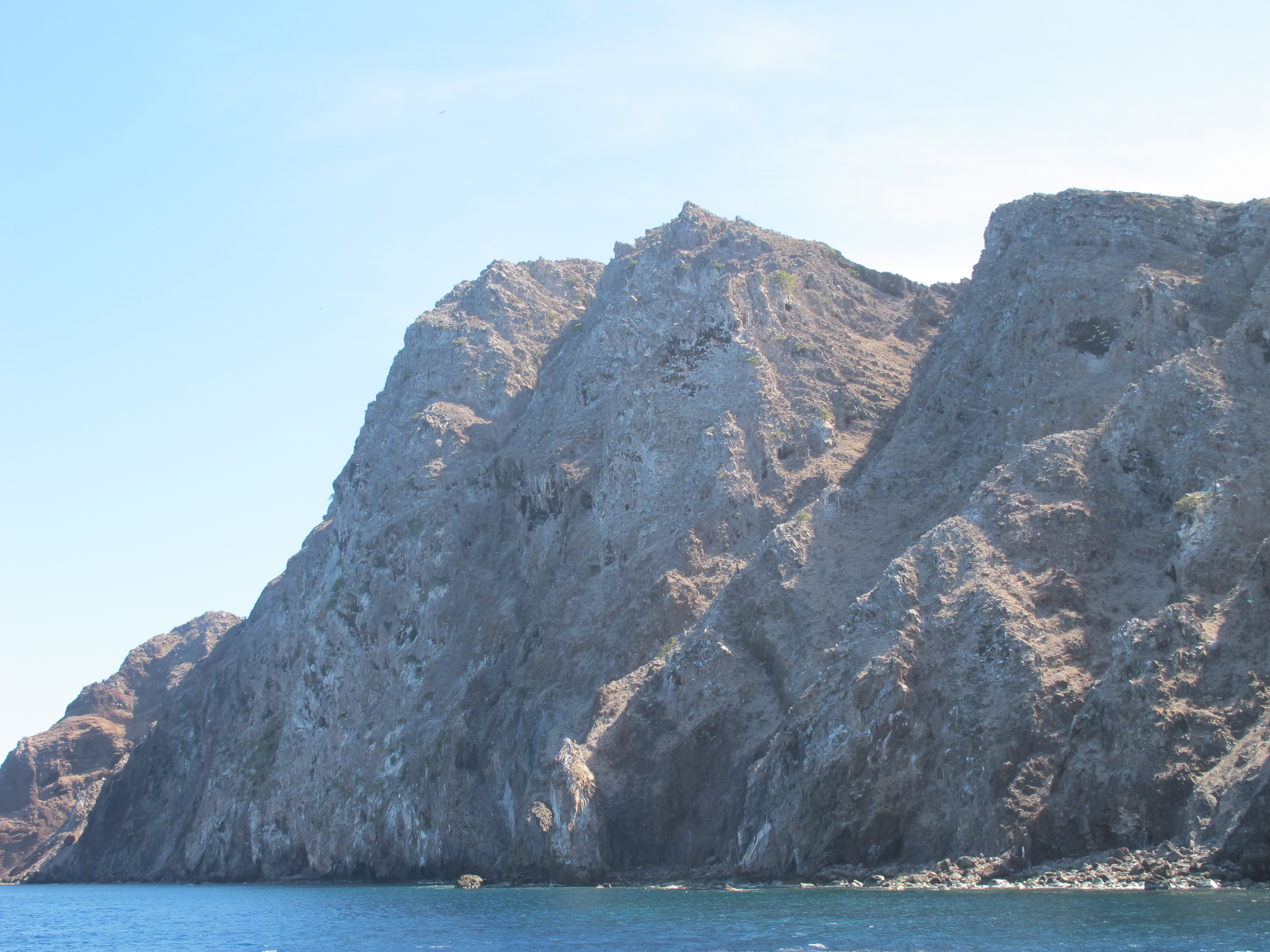
Acantilados de la Isla Redonda

El registro geológico de Antigua indica una transición del vulcanismo de arco insular a la deposición de caliza en el Oligoceno tardío. De ahí que la isla se caracterice por una Suite Volcánica Basal (BVS) en el suroeste montañoso, un Grupo de Llanura Central (CPG) que se extiende desde St. Johns hacia el sureste, y la Formación Antigua en la porción noreste de la isla en la dirección del buzamiento regional. El CPG está formado por rocas sedimentarias siliciclásticas y calizas, marinas y no marinas, que contienen madera petrificada y gasterópodos dentro del chert. La Formación Antigua incluye foraminíferos y moluscos bentónicos, corales escleractinios, equinoideos, cangrejos, briozoos, columnas de crinoideos y esponjas. El Puente del Diablo, de piedra caliza, es un ejemplo de esta formación.
En Antigua, el sur de esta isla de las Antillas es principalmente roca volcánica calcoalcalina, como dacita y basalto cuarzoso o andesita, junto con lentes de caliza, aglomerado y toba formados durante el Oligoceno. En general, el vulcanismo dominado por la andesita en toda la isla dio paso a la formación de caliza y chert.
Entre 200 y 500 d. C., los nativos de Antigua se dedicaban a la lapidaria, trabajando la diorita, las conchas y la cornalina locales, así como la nefrita, la amatista, la turquesa y la serpentinita importadas.

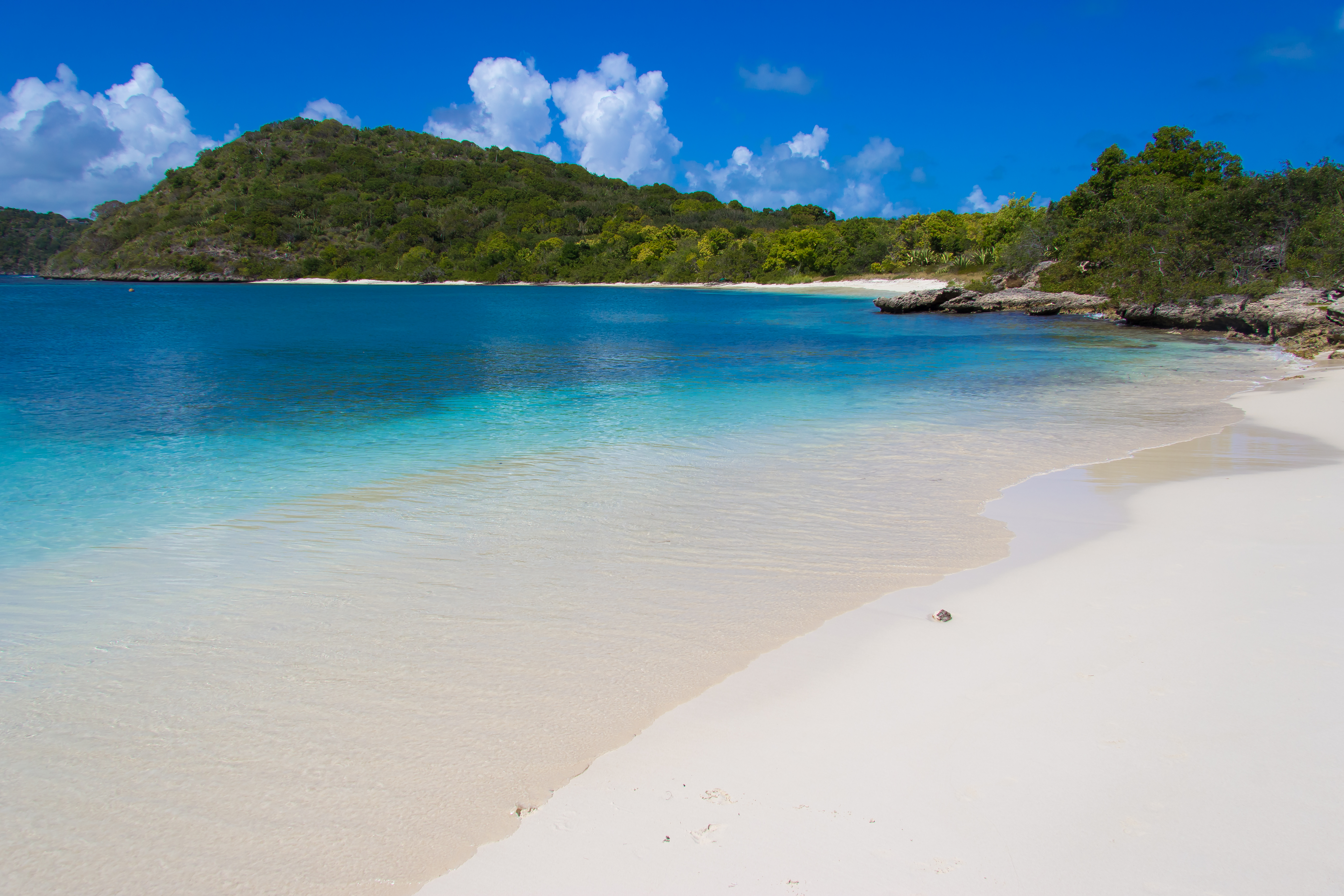
La isla Green o Verde en Antigua y Barbuda posee unas 40 hectáreas de superficie

Barbuda también tiene tres regiones geológicas:
- La zona de Piedra caliza de las Tierras Altas, principalmente de calizas duras, que contiene cavernas y sumideros
- La región de Caliza Codrington, que contiene sedimentos arenosos y fosilíferos menos cristalinos que la caliza de las tierras altas.
- La serie de punta Palmetto que se superpone a las formaciones de tierras altas y Codrington en las zonas costeras, especialmente entre Palmetto Point y Sand Ground y se compone de arenas de playa y crestas, con horizontes gelatinosos.

En Barbuda existen tres series principales de suelos que corresponden a las tres regiones geológicas. La serie Barbuda se encuentra predominantemente sobre la caliza dura de la región de las Tierras Altas y se compone de una arcilla caolinítica rojiza. La serie Blackmere se encuentra en elevaciones más bajas sobre caliza dura y es una marga arcillosa marrón. La serie Codrington se encuentra en las terrazas más recientes de caliza dura y es una arcilla montmorillonítica de color oscuro. También hay extensas zonas de suelos muy jóvenes que se desarrollan en playas de arenas y dunas estabilizadas, donde la capacidad de retención de agua es muy baja y el drenaje es excesivo.

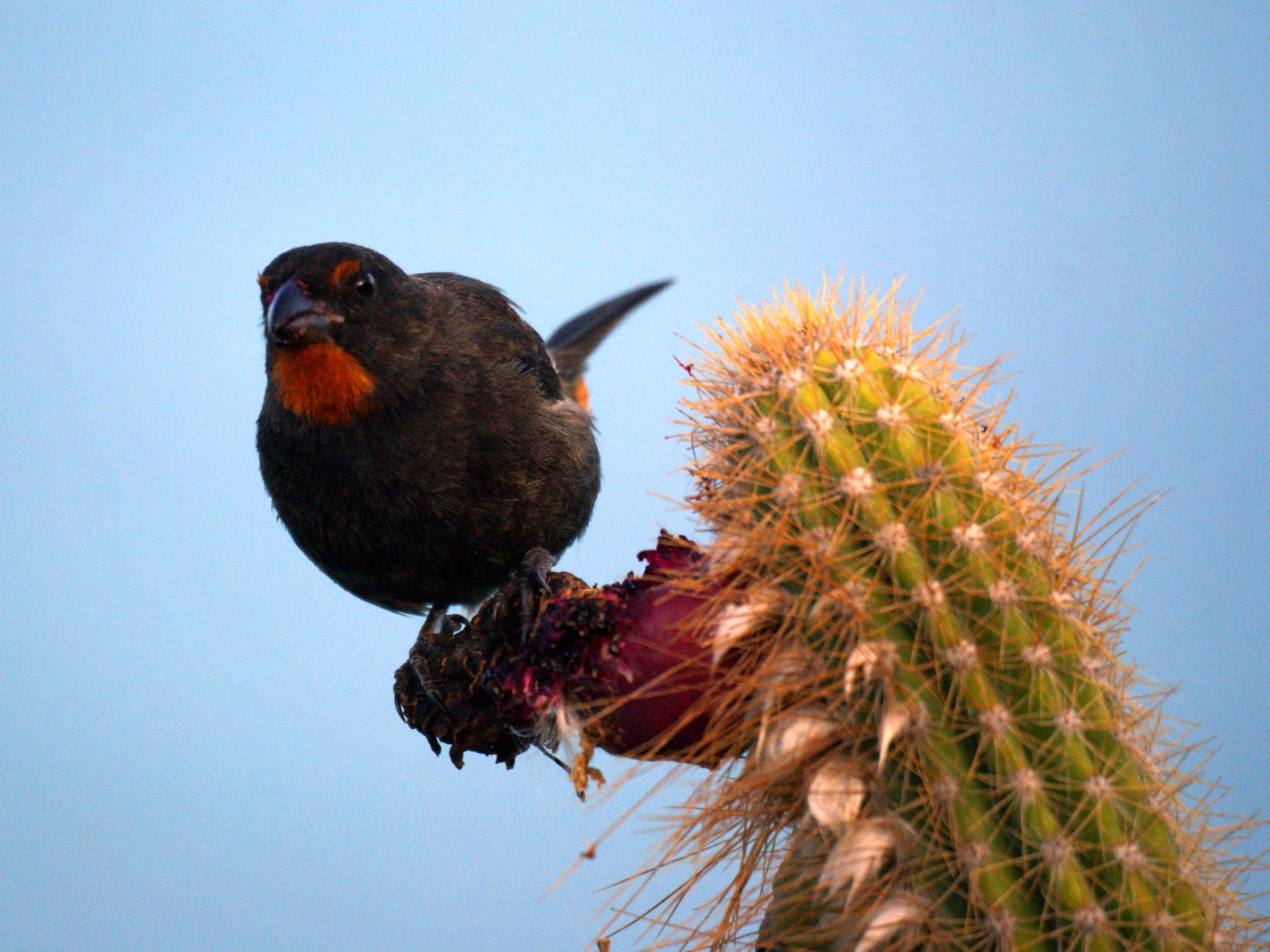
Un Gallito Prieto (Melopyrrha violacea) en un cactus de la isla de Antigua

### Cuestiones medioambientales
Al igual que otras naciones insulares, Antigua y Barbuda se enfrenta a problemas medioambientales únicos creados por su proximidad al océano y su pequeño tamaño. Entre ellos se incluyen las presiones sobre los recursos hídricos, los ecosistemas naturales y la deforestación en general.
A diferencia de otras naciones insulares afectadas por el cambio climático, la subida del nivel del mar y el aumento de la variabilidad meteorológica aumentan la presión sobre las comunidades de las islas y la tierra, a través de procesos como la erosión costera y la intrusión de agua salada.
Estos problemas no solo amenazan a los residentes de la isla, sino que también interfieren en la economía, donde el turismo representa el 80% del PIB. La temporada de huracanes de 2017 fue especialmente destructiva, con el huracán María y el huracán Irma, que dañaron repetidamente las infraestructuras vulnerables de las islas de Antigua y Barbuda.

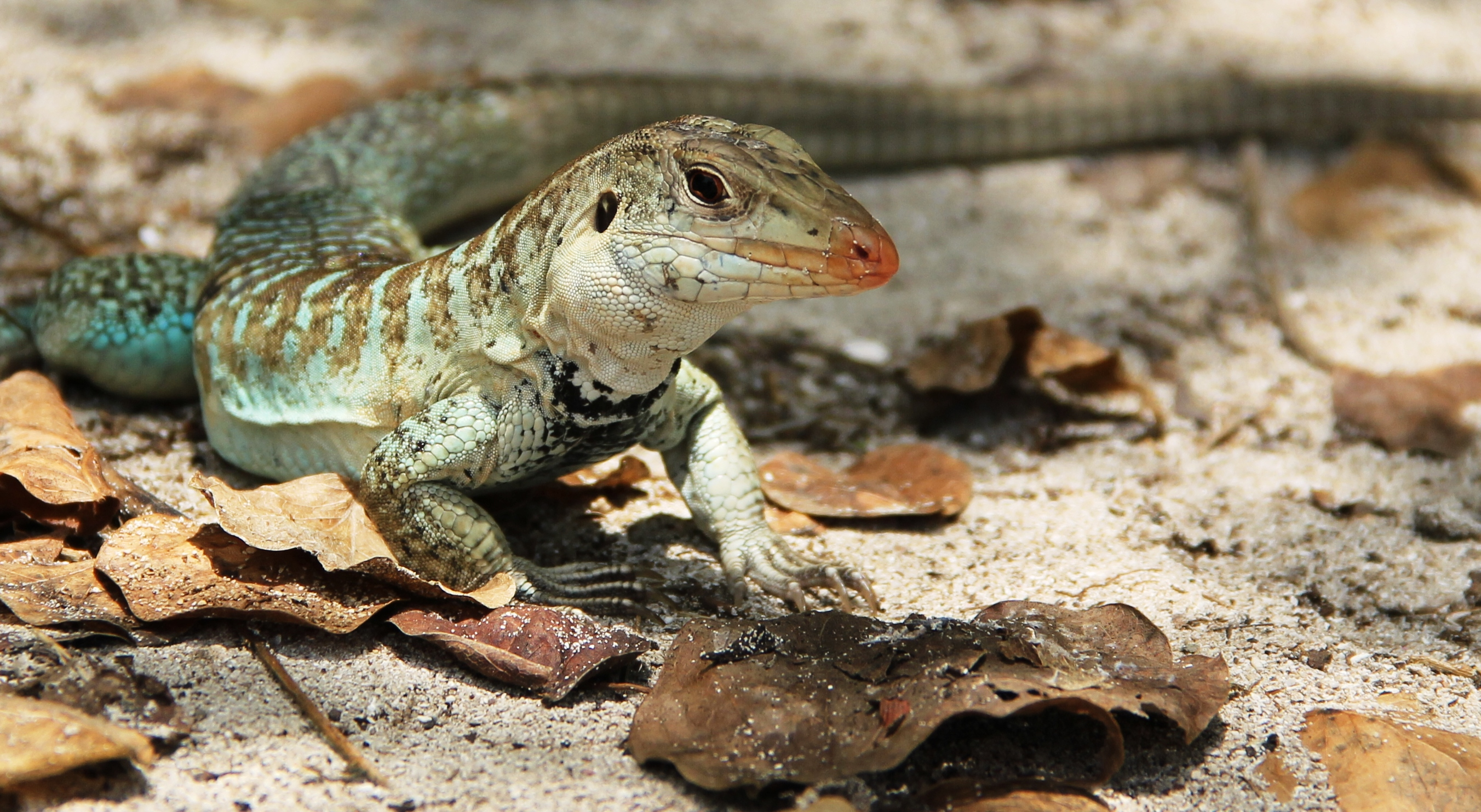
La ameiva de Griswold (Pholidoscelis griswoldi) es una especie de lagarto que se encuentra en Antigua y Barbuda

Antigua y Barbuda tiene una superficie terrestre de 44.342 hectáreas con una cubierta arbórea de 19.682 (en hectáreas) en 2018. La pérdida de cubierta arbórea entre los años 2001 y 2018 fue de 678 hectáreas, según Rainfalls Mongabay.
Según las Naciones Unidas y la FAO, "el 22,7 (por ciento) o alrededor de 10.000 hectáreas de Antigua y Barbuda son boscosas". Los bosques de Antigua y Barbuda contienen un millón y medio de toneladas métricas de carbono en biomasa forestal viva. 
Antigua y Barbuda cuenta con unas 209 especies conocidas de anfibios, aves, mamíferos y reptiles, según datos del Centro Mundial de Vigilancia de la Conservación. De ellas, el 2,9% son endémicas, es decir, no existen en ningún otro país, y el 3,3% están amenazadas. Antigua y Barbuda alberga al menos 1158 especies de plantas vasculares, de las cuales el 1,9% son endémicas. El 0,0% de Antigua y Barbuda está protegido bajo las categorías I-V de la UICN".
Antigua y Barbuda obtuvo en 2018 una puntuación media del Índice de Integridad del Paisaje Forestal de 4,72/10, lo que la sitúa en el puesto 117 a nivel mundial de un total de 172 países.
El gobierno está implementando mejores prácticas de construcción, para limitar la huella ambiental de los alojamientos costeros, como fomentar las tiendas de campaña de lujo en lugar de construir hoteles en las zonas costeras.

### Ecología
La tierra cultivable de las islas representa solamente el 18,1 % de la superficie y casi no presenta cultivos mediante el riego artificial (1999).
Los problemas ecológicos son las sequías y la creciente tala de bosques.
Antigua y Barbuda está sometido a grandes sequías periódicas, el frecuente azote de los huracanes y numerosas tormentas tropicales.

### Fauna
La culebra corredora de Antigua (Alsophis portoricensis puede llegar a medir unos 90 cm de largo); es una de las culebras más raras del mundo, conocida desde hace solo desde el siglo XIX. Habita en Bird Island, una isla cercana a las costas de Antigua. Actualmente ha desaparecido de Puerto Rico.

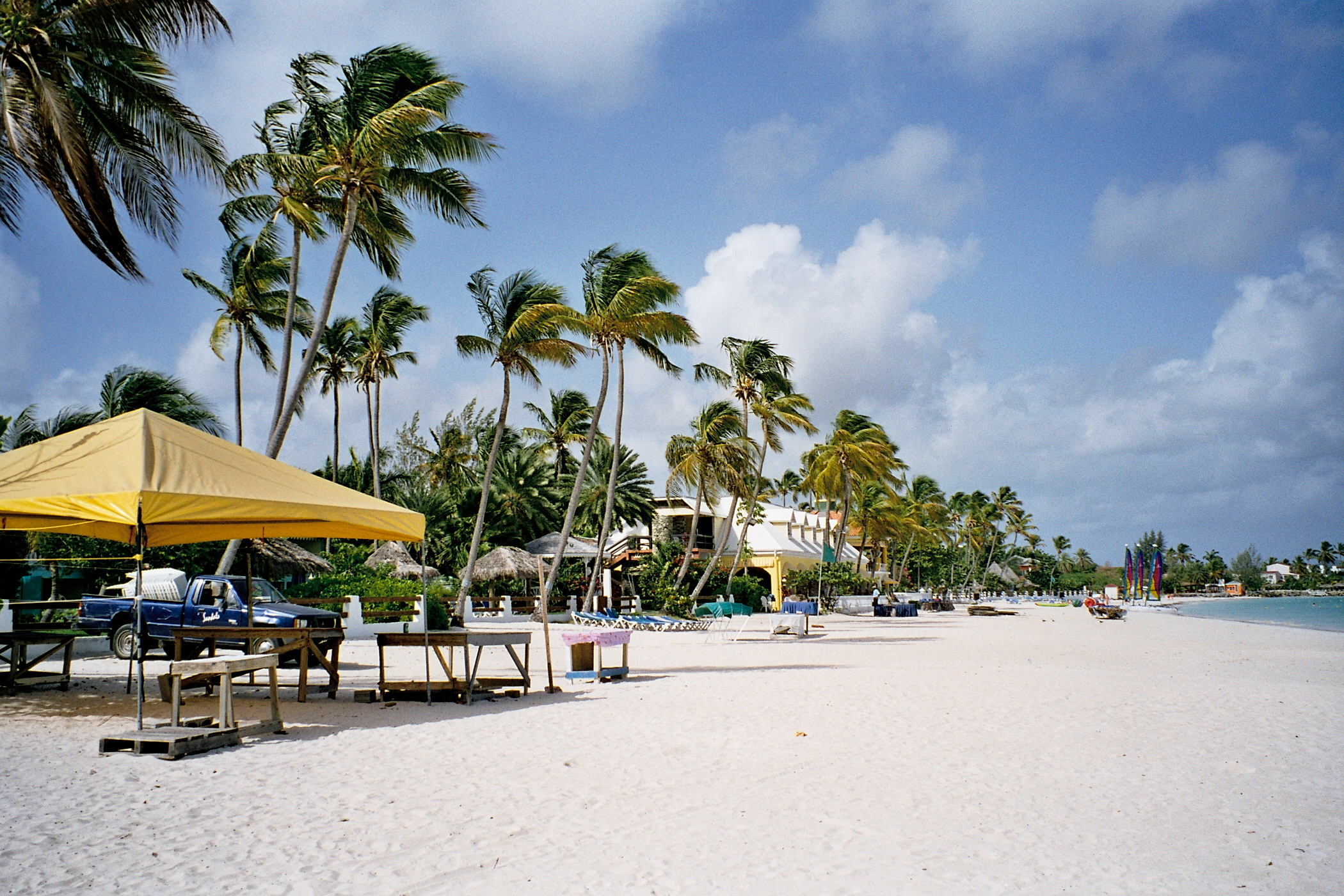
Las playas de Antigua y Barbuda son un excelente recurso turístico para el país.

## Economía
El turismo domina la economía de Antigua y Barbuda, produciendo casi 60 % del PIB y atrayendo el 40 % de las inversiones. La disminución de turistas desde el año 2000 llevó al gobierno a transformar el país en un paraíso fiscal.
Es importante también la producción agrícola de caña de azúcar, algodón y frutas; así como el refinado de petróleo y las manufacturas textiles, la ebanistería y la producción de ron. También se produce algo de cerveza, ropa, cemento, artesanías locales y mobiliario.
Entre sus productos agropecuarios, además de los nombrados, se cuentan la papaya, guayaba, naranja, ananá, limones y zanahorias. Su ganado consiste en bóvidos y lanares.
La moneda oficial es el dólar del Caribe Este (East Caribbean Dollar), con una paridad de 2,7:1 con el dólar de Estados Unidos (2009). El producto bruto interno era de 11 000 dólares per cápita en 2003 y la tasa de inflación anual es muy baja (0,4 % en 2000). El país tiene una deuda externa de 231 millones de dólares (2002) y una tasa de desempleo del 11 % (2001).
Antigua y Barbuda exporta derivados del petróleo, maquinaria, equipos de transporte y alimentos a la Organización de Estados del Caribe Oriental (16 %), Barbados (15 %), Guyana (4 %), Trinidad y Tobago (2 %) y Estados Unidos (0,3 %) (2000).
Importa principalmente de Estados Unidos (27 %), el Reino Unido (16 %), Canadá (4 %), la OECO (3 %) y otros países (50 %) productos agrícolas y derivados del petróleo.

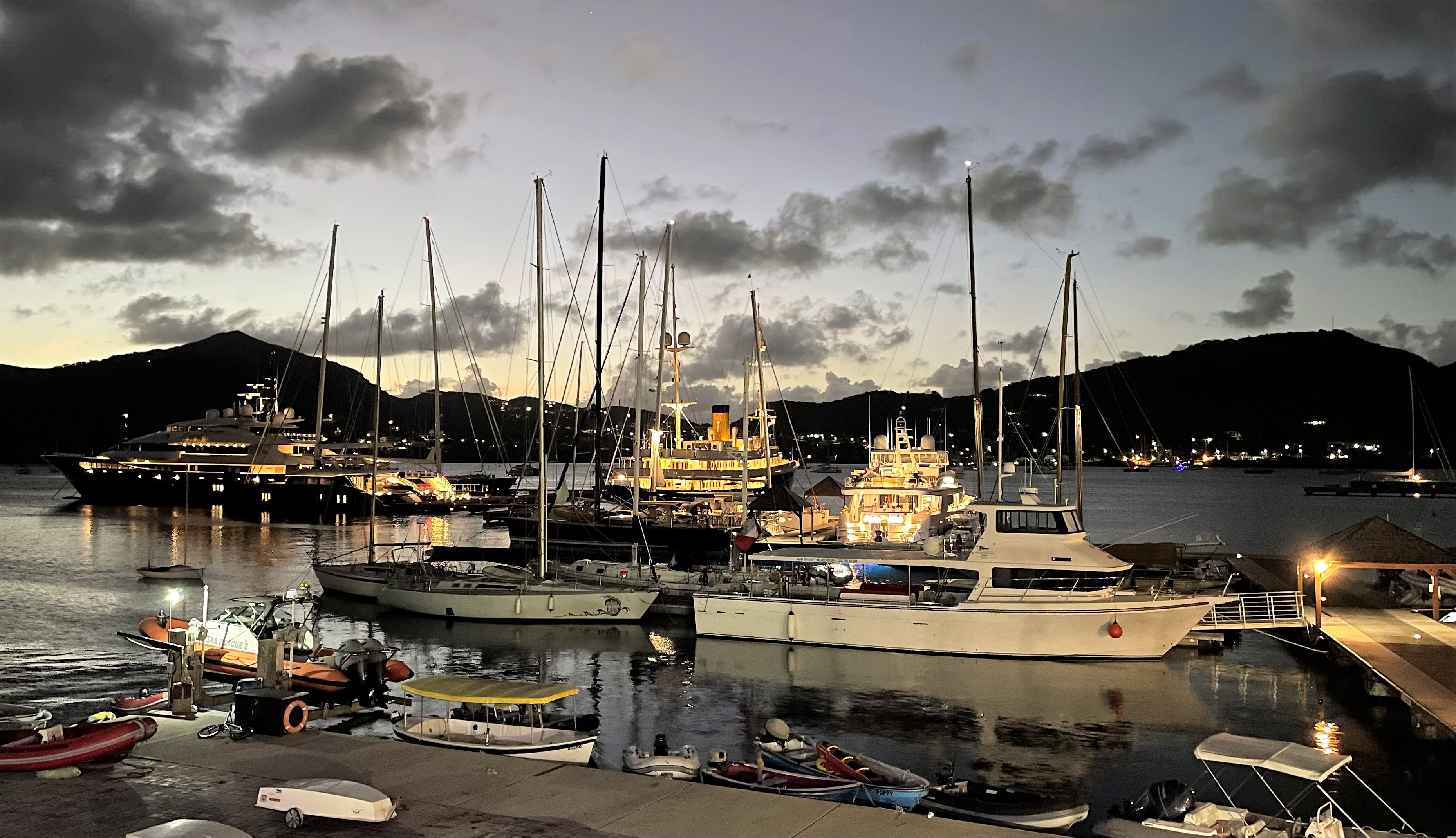
La marina de English Harbour en Antigua y Barbuda

También es fuente de ingreso la emisión de sellos postales destinados, principalmente, al coleccionismo filátelico.

## Transporte
Las redes de transporte de Antigua y Barbuda se componen tanto de servicios públicos como de gestión privada. Las carreteras en el campo están asfaltadas, y sus trazados son sinuosos y graduales en sus subidas y bajadas; conectan parroquias con pueblos y comunidades. Los coches circulan por el lado izquierdo de la calzada. Antigua y Barbuda tiene un límite de velocidad de 65 km/h, y hay señales de tráfico colocadas a lo largo de las carreteras principales que facilitan los desplazamientos. Además, se han colocado coordenadas GPS en todo el país, lo que ha hecho más manejable el proceso de navegación.

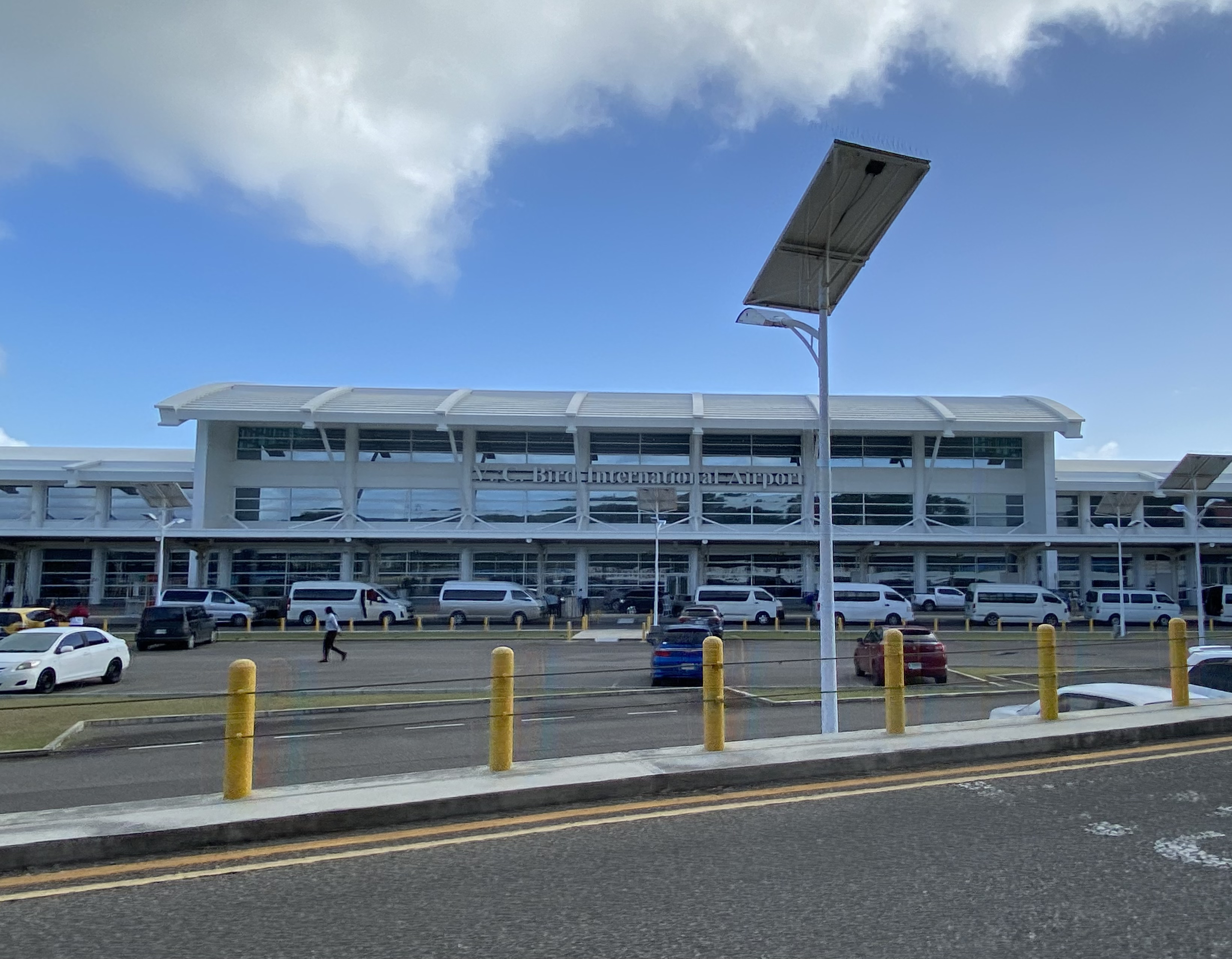
El Aeropuerto Internacional de V.C. Bird

En las matrículas amarillas de los vehículos de transporte público, las letras "BUS" indican que el vehículo es un autobús, y las letras "TX" indican que el vehículo es un taxi. Los servicios de taxi están sujetos a regulación gubernamental, lo que se traduce en el establecimiento de tarifas planas en lugar del uso de taxímetros. Los taxistas deben llevar siempre una copia de las tarifas en el interior del taxi. No es difícil encontrar taxis en Antigua, sobre todo en el aeropuerto y en los principales hoteles. Los taxistas suelen hacer de guías turísticos.
En la isla de Antigua, los autobuses circulan ininterrumpidamente durante todo el día, de 5.30 a 18.00, y conectan la capital, Saint. John, con varios de los pueblos de los alrededores. En cambio, los autobuses no hacen paradas en el aeropuerto ni en la zona turística del norte. Aunque el horario de salida del autobús suele quedar a discreción del conductor, la mayoría de los autobuses funcionan según un horario predeterminado. Las rutas que siguen la mayoría de los autobuses suelen estar expuestas en las ventanillas delanteras de los vehículos, que suelen ser monovolúmenes privados con capacidad para unos 15 pasajeros cada uno. Las dos estaciones de autobuses que dan servicio a la ciudad de Saint. John son la estación de autobuses del Este, en Independence Avenue, cerca del jardín botánico, y la estación de autobuses de Market Street, cerca del Mercado Central. También hay varias compañías de autobuses que operan en la isla de Barbuda.

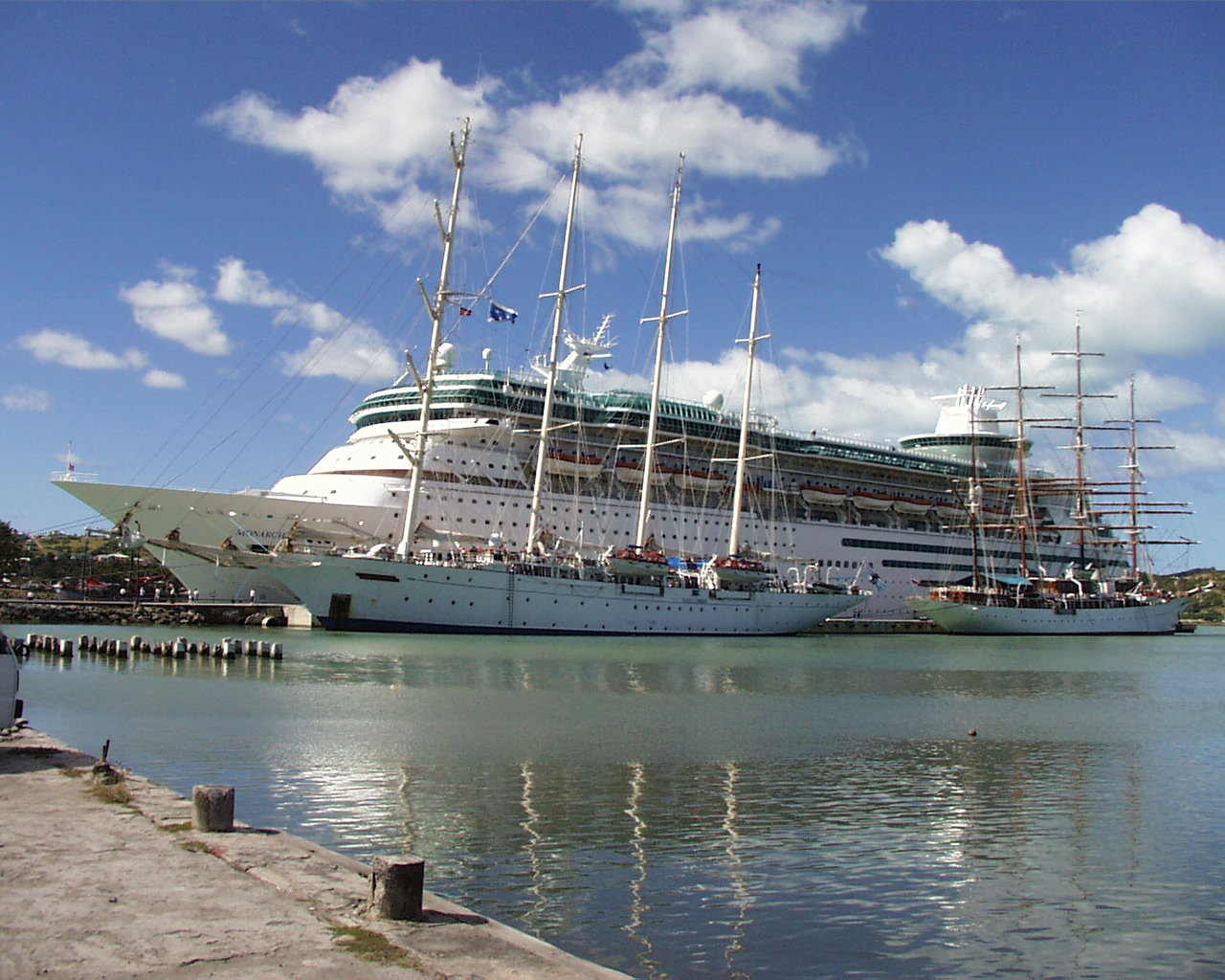
El Crucero Monarch of the Seas en Antigua y Barbuda

Los turistas pueden alquilar vehículos, siempre que tengan un permiso de conducir válido de su país de origen. Primero deben adquirir un permiso de conducir temporal, que a menudo se puede tramitar a través de las agencias de alquiler.
Varios puertos permiten atracar a cruceros, veleros, yates y otras embarcaciones. Todos los barcos deben entrar en Antigua antes de continuar hacia Barbuda, y para ello deben obtener un permiso de la Autoridad Portuaria. Se aplican tasas tanto para entrar como para atracar en el país. El puerto principal está en Saint John, y recibe cruceros y el Barbuda Express .El Barbuda Express viaja entre Saint John y Barbuda cinco días a la semana. Los cruceros también atracan en Heritage Quay.English Harbour, donde se encuentra el Nelson's Dockyard, fue un importante puerto de Antigua hace siglos. Otros puertos son Jolly Harbour, Deepwater Harbour, High Point Crabbs Peninsula y Codrington (Barbuda).

## Demografía

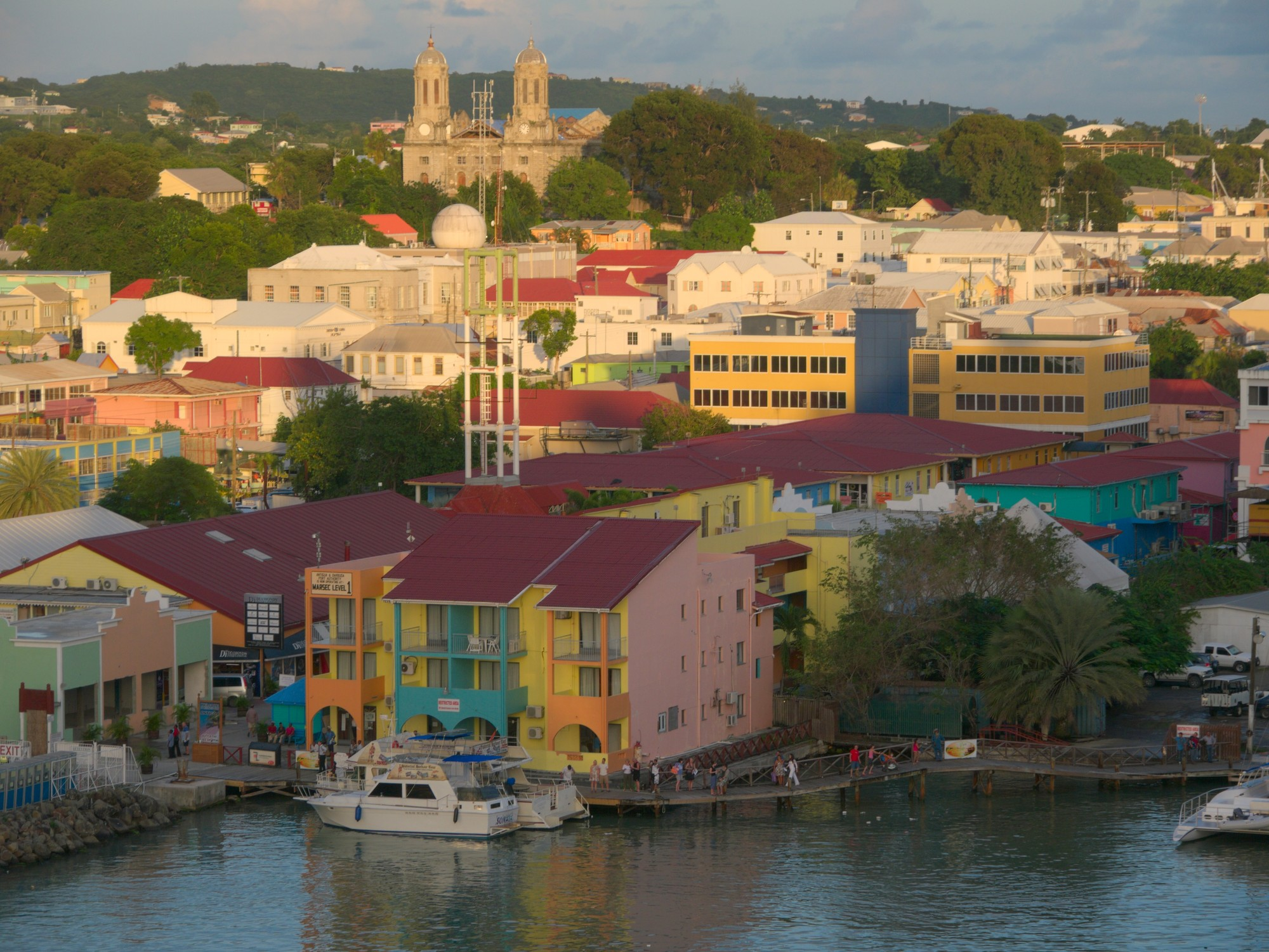
Panorama de St. John.

Antigua y Barbuda tiene una población estimada de 92 436 habitantes en 2015. El 87,3 % de la población es negra, el 4,7 % es mestiza, el 2,7 % hispana, el 1,6 % es blanca y el 2,7 % corresponde a otros grupos étnicos. La esperanza de vida es de 76,3 años. El promedio de hijos por mujer es de 2,02. La tasa de crecimiento poblacional es del 1,24 % por año. El huracán Irma, que destruyó casi por completo la isla de Barbuda, provocó la evacuación de toda la población a Antigua.
La principal religión del país es el cristianismo. Según estimaciones de 2011, el 68,3 % de la población es de diversos grupos protestantes, el 8,2 % católico y el 12,2 % corresponde a otras religiones. Asimismo, el 5,9 % no profesa ninguna religión y el 5,5 % no lo especifica.

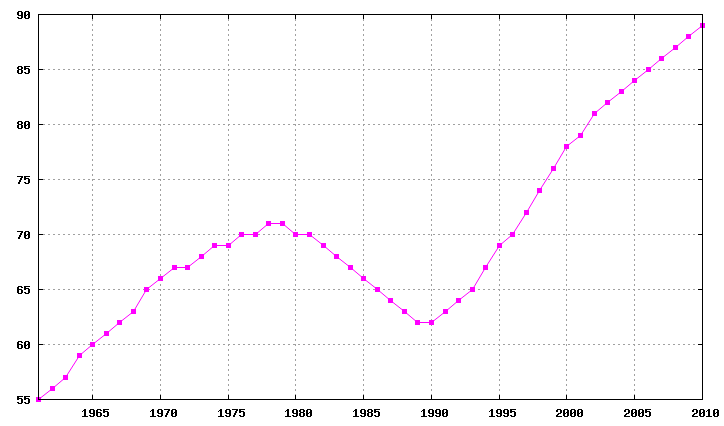
Crecimiento de la población desde 1961 (en miles de habitantes).

Según estimaciones hechas en 2012, de las localidades más pobladas de Antigua y Barbuda, cuatro superan los 3000 residentes. Estas son: la capital Saint John's (21 993 habitantes), All Saints (5125 habitantes), Potters Village (3331 habitantes) y Liberta (3301 habitantes).
En 1998, Antigua y Barbuda adoptó un mandato nacional para convertirse en el principal proveedor de servicios médicos en el Caribe. Como parte de esta misión, el país construyó el hospital más tecnológicamente avanzado de la región, el Mt. St. John Medical Centre. La isla de Antigua cuenta con dos escuelas de medicina, la Universidad Americana de Antigua (AUA), fundada en 2004, y la Universidad de Ciencias de la Salud de Antigua (UHSA), fundada en 1982.

### Idiomas

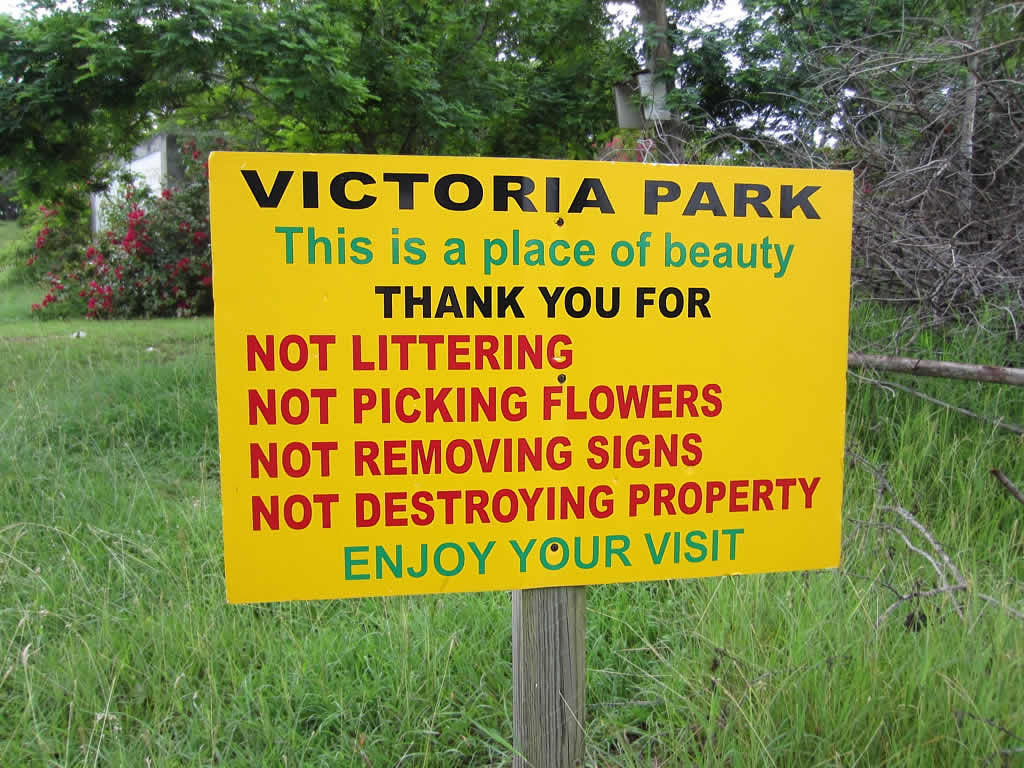
Un cartel en inglés en Antigua y Barbuda

El idioma oficial es el inglés, aunque la mayor parte de los isleños utilizan un inglés criollo que combina palabras de origen africano y expresiones propias de los nativos. El acento entre los habitantes de Antigua y los residentes de Barbuda no es muy distinto. Además, existe una comunidad de cerca de 10 000 personas que hablan español.
El idioma más utilizado en los negocios, el turismo y comercio, es el inglés.
En comparación con el criollo de Antigua, el inglés estándar era la lengua preferida en los años previos a la independencia de Antigua y Barbuda. El criollo de Antigua está mal visto por las clases altas y medias en general. Se desaconseja su uso en el sistema educativo y la enseñanza se imparte en inglés estándar (británico).
Muchas de las palabras que se utilizan en el dialecto de Antigua proceden tanto de la lengua británica como de las africanas. Esto se aprecia fácilmente en frases como "Innit?", que se traduce literalmente por "¿No es así?". Muchos proverbios comunes de la isla se remontan a África, como la lengua pidgin.

### Educación

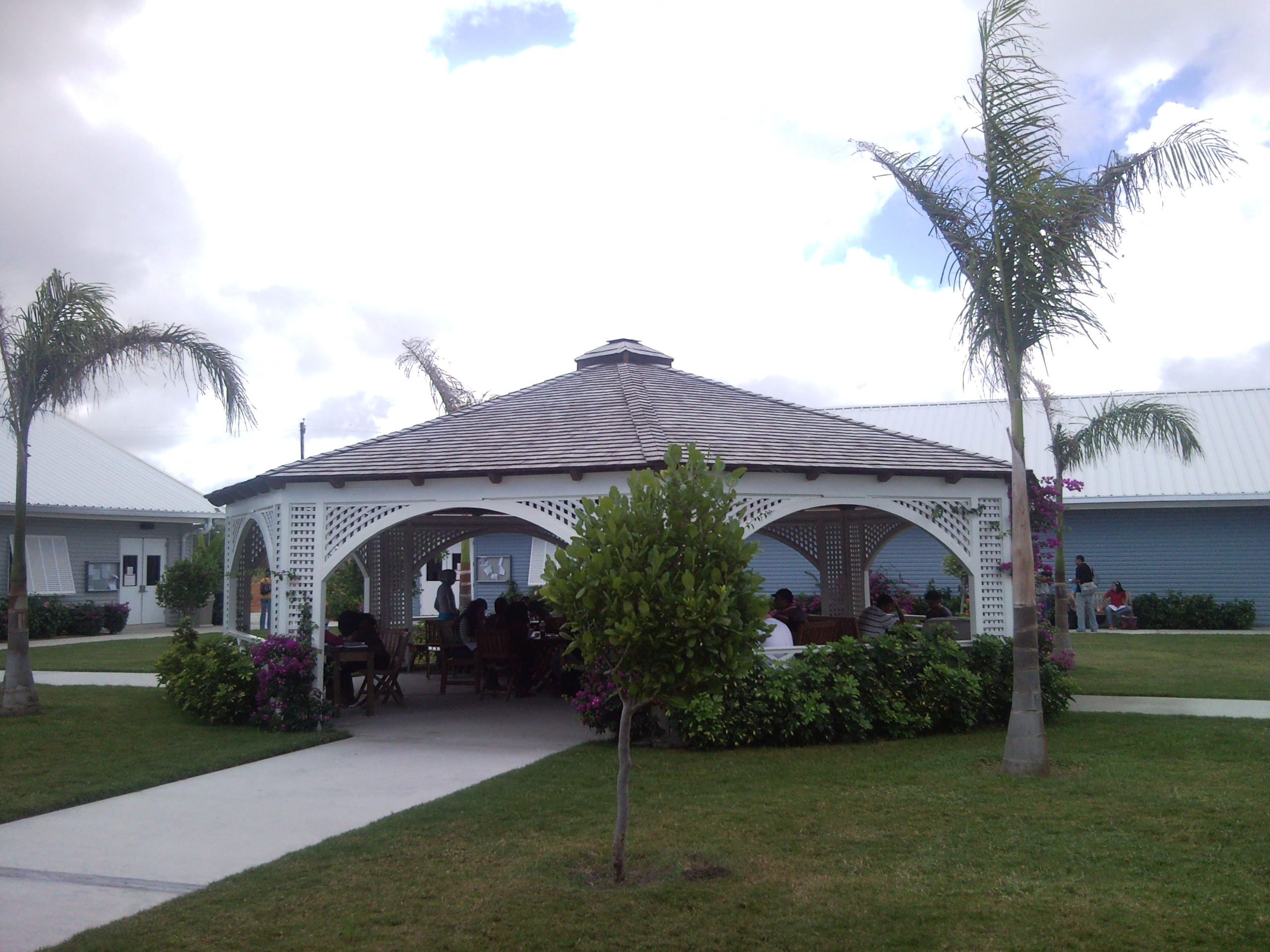
Campus de la Universidad Estadounidense en Antigua

La educación en Antigua y Barbuda es obligatoria y gratuita para los niños de entre 5 y 16 años. El sistema sigue el modelo del sistema educativo británico. El actual ministro de Educación, Deporte e Industrias Creativas es Daryll Sylvester Matthew.
La tasa de alfabetización de adultos en Antigua y Barbuda es de aproximadamente el 99%.
Antigua y Barbuda cuenta con varias escuelas primarias y secundarias, tanto públicas como privadas. En el año escolar 2013-2014, 10.059 estudiantes estaban matriculados en una escuela primaria, y 7.797 estudiantes estaban matriculados en la escuela secundaria.
El curso escolar de primaria y secundaria comienza en septiembre y termina en junio del año siguiente. Con el fin de garantizar que todos los costes relacionados con la escolarización sean cubiertos por el gobierno, existe una tasa educativa sobre todos los salarios básicos en Antigua y Barbuda, cuyos fondos se destinan a gastos tales como suministros, transporte y mantenimiento de las infraestructuras escolares.

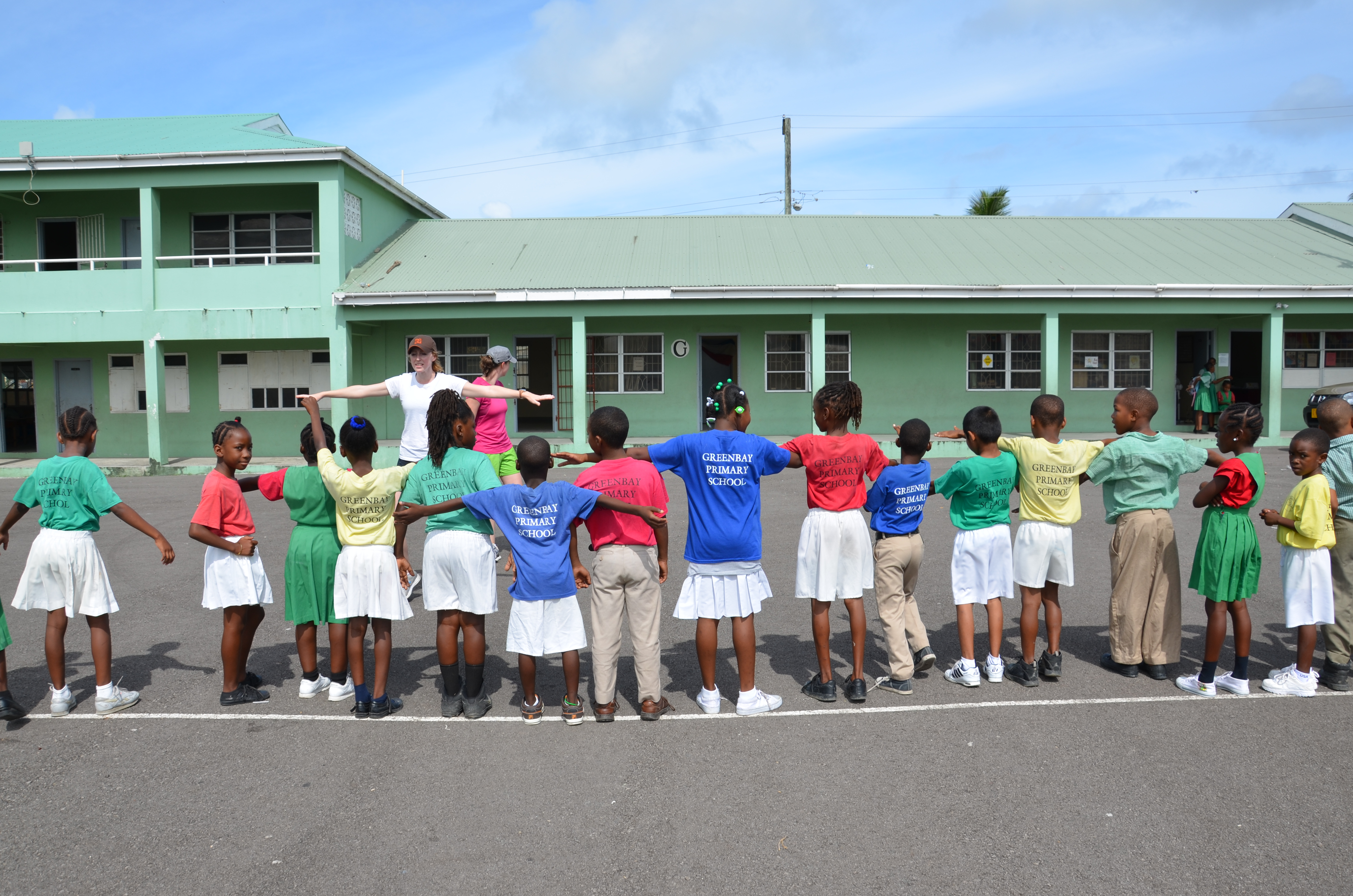
Niños en la Escuela primaria de Greenbay (Greenbay Primary School)

En 1972, las escuelas técnicas y de magisterio se fusionaron y formaron el Antigua State College. Otras opciones de formación fuera de la universidad se ofrecen en el Instituto de Tecnología de la información de Antigua y Barbuda (ABIIT) y en el Instituto de Formación en Hostelería de Antigua y Barbuda (ABHTI).
En 2019, la Universidad de las Indias Occidentales abrió su quinto campus en general (y cuarto campus físico) en Five Islands. El país fue atendido previamente únicamente por el Campus Abierto de la Universidad de las Indias Occidentales. El gobierno de Antigua y Barbuda contribuye financieramente a la UWI.
La isla de Antigua cuenta actualmente con tres facultades de medicina extraterritoriales con ánimo de lucro y de propiedad extranjera: la University of Health Sciences Antigua (UHSA), fundada en 1982; la American University of Antigua (AUA), fundada en 2004; y la Metropolitan University College of Medicine (MUCM), fundada en 2018. Las facultades de Medicina de la isla atienden sobre todo a estudiantes extranjeros, pero contribuyen a la economía y la sanidad locales.
Los interesados en cursar estudios superiores también se matriculan en facultades de Estados Unidos, Europa y Canadá.

### Religión
Como un legado de la colonización europea la mayor parte de la población de Antigua y Barbuda es seguidora del Cristianismo con numerosos grupos activos en el país.

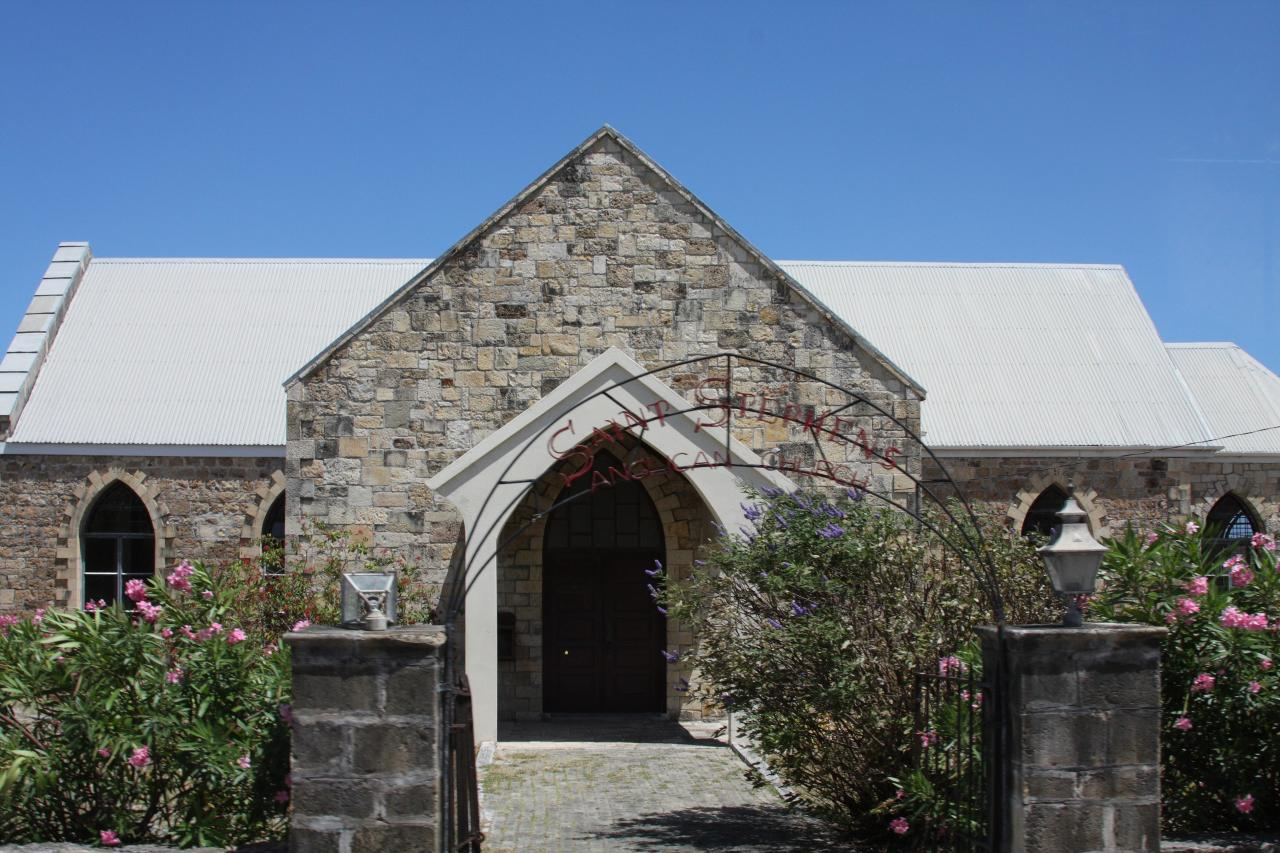
La iglesia anglicana de San Esteban

La composición religiosa es la siguiente:
- 76,5 % cristianos, 68,3 % de diversos grupos protestantes
- 17,6 % Anglicanos (diócesis del Caribe Nororiental y Aruba de la Iglesia en la Provincia de las Indias Occidentales)
- 12,4 % Adventistas del Séptimo Día
- 12,2 % Movimiento pentecostal
- 8,3 % Moravos
- 8,2 % Católicos (diócesis de St John's-Basseterre)
- 5,6 % Metodistas
- 4,5 % Santidad Wesleyana
- 4,1 % Iglesia de Dios
- 3,6 % Bautistas
- 12,2 % Otros
- 5,5 % sin especificar
- 5,9 % sin denominación

La única jurisdicción eclesiástica de este estado insular es la diócesis católica de Saint John's - Basseterre, sufragánea de la archidiócesis de Castries. La población católica es de unas 6.930 personas de un total de 100.000 habitantes. Los obispos de Antigua y Barbuda forman parte de la Conferencia Episcopal de las Antillas.
La Nunciatura apostólica de Antigua y Barbuda fue establecida el 15 de diciembre de 1986 con el breve papal Ut publica et Ecclesiae del Papa Juan Pablo II.
Antes de la Ley de Emancipación Católica de 1829 había muchas leyes en vigor en Inglaterra que penalizaban a los católicos que se atrevían a practicar su fe públicamente.  Por supuesto, estas leyes también estaban en vigor en las colonias británicas y, por tanto, en Antigua.  

Por ejemplo, era ilegal que los católicos tuvieran su propio cementerio o que un sacerdote católico oficiara un servicio funerario en el único cementerio de que disponían.  Sin embargo, las autoridades locales solían hacer caso omiso de estas leyes.  Cuando el obispo de Roseau, por ejemplo, realizó su primera visita a Antigua en 1862, el gobernador local y el obispo anglicano le trataron con el máximo respeto y deferencia.  Asimismo, la prensa local de la época, sin duda controlada por la clase dirigente, solía dar una cobertura favorable a las actividades católicas.

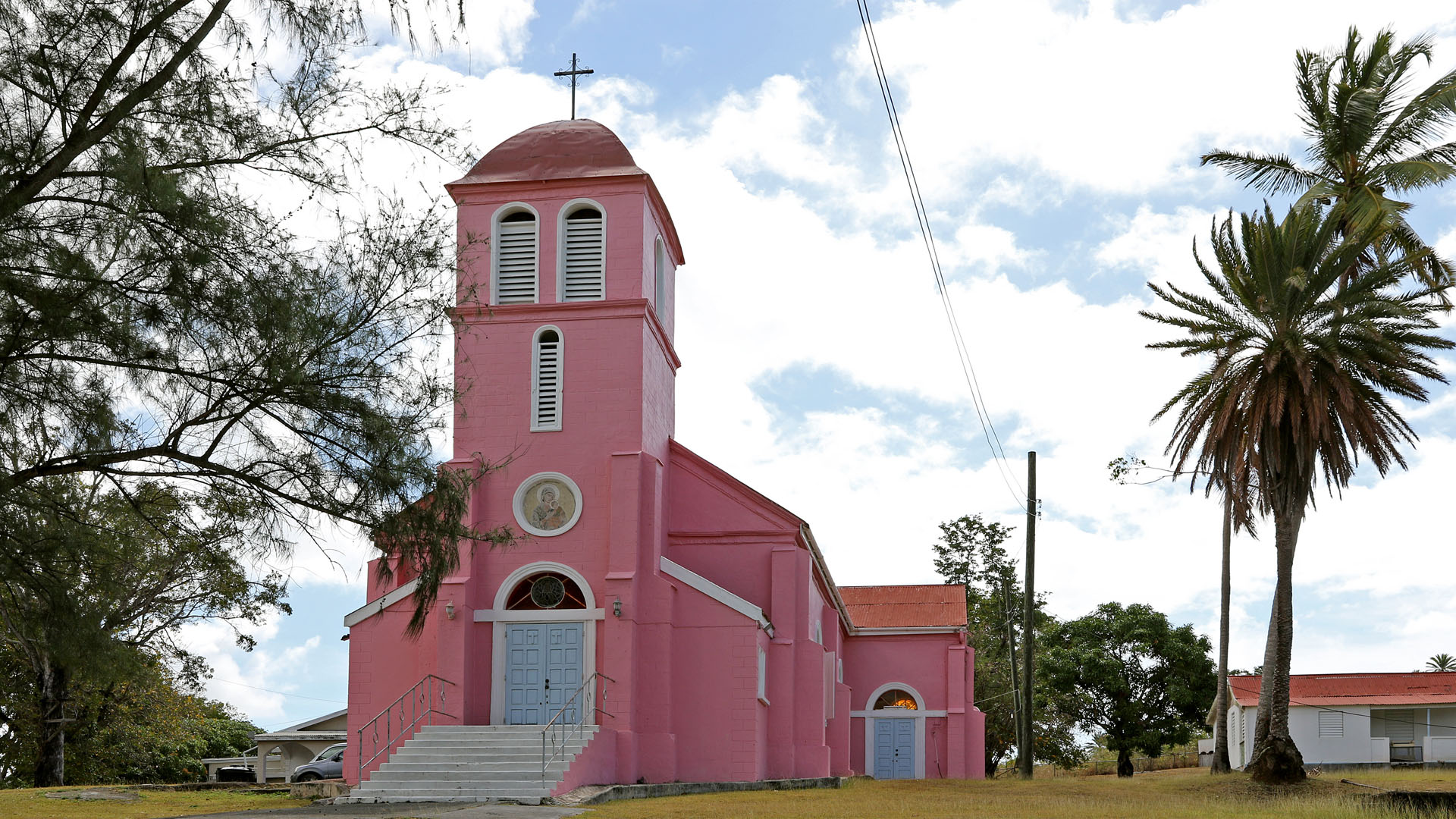
La Iglesia católica de Nuestra Señora del Perpetuo Socorro es una atractiva estructura de color rosa situada en la isla de Antigua (Antigua y Barbuda).

Cuando se abolió la esclavitud en 1834, los propietarios británicos de las plantaciones no tardaron en darse cuenta de que estaban en apuros. Los esclavos liberados, con pocas excepciones, evitaban trabajar en la plantación de azúcar aunque ahora se les ofreciera con salario.  Esa ocupación les traía demasiados recuerdos dolorosos, por lo que buscaban cualquier otro tipo de trabajo y sólo aceptaban la recolección de la caña de azúcar como último recurso.  
Para salvar su cosecha de caña de azúcar, los propietarios de las plantaciones convencieron al gobierno británico para que les permitiera traer a Antigua trabajadores en régimen de servidumbre procedentes de  Madeira, y en pocos años llegó a Antigua un gran número de ellos. Todos eran católicos romanos y, de repente, en uno o dos años, la población católica pasó de ser un puñado a varios miles. Esto llevó a la condesa Masterson a escribir al obispo de Roseau para recordarle que se necesitaba un sacerdote residente, ya que la población católica había dejado de ser pequeña.   Muchos portugueses terminaron su contrato y se marcharon a otros lugares, pero otros se quedaron y siguen siendo una parte importante de la población de Antigua.  Más tarde llegó un gran número de inmigrantes libaneses y sirios, y en años más recientes la población católica se ha visto reforzada por una gran inmigración procedente de Dominica y la República Dominicana. Sin embargo, a pesar de los esfuerzos de la condesa Masterson, no fue hasta 1859 cuando llegó a Antigua el primer sacerdote católico residente,

## Costumbres

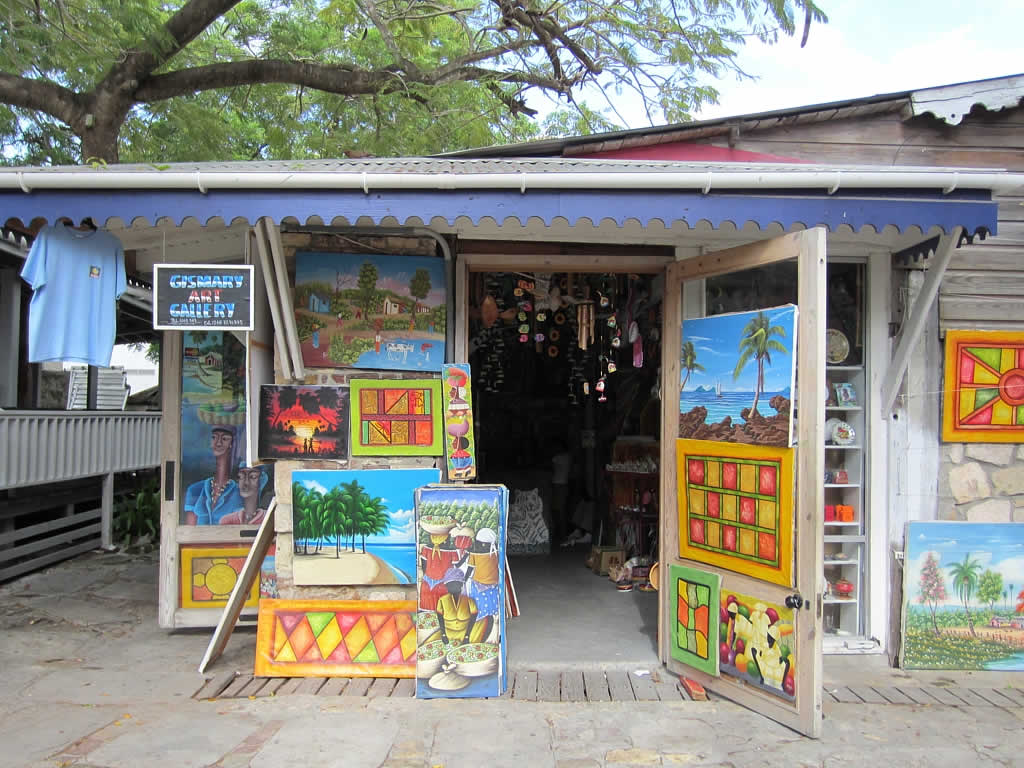
Una pequeña Galería de Arte local en Antigua

Predomina la influencia de las culturas británica y africana, influenciando varios aspectos de la sociedad. Un ejemplo es su deporte nacional, el críquet. Este país fue cuna de varios jugadores famosos, como Vivian Richards, Anderson "Andy" Roberts y Richard "Richie" Richardson.
Luego del críquet, está el fútbol, el surf, entre otros.
También influyen la cultura popular estadounidense y la moda. La mayoría de los medios importantes de comunicación son estadounidenses. Se presta una gran atención a las tendencias de Estados Unidos, la Isla de San Martín, o a la capital de Puerto Rico, San Juan.
El maíz y las papas dulces desempeñan un papel importante en la cocina de Antigua y Barbuda. Por ejemplo, un plato popular es el Dukuna, una bola de masa, hecha de camote rallado, harina y especias, cocido al vapor.

### Música
La música de Antigua y Barbuda es en gran medida de carácter africano, y sólo ha sentido una influencia limitada de los estilos europeos debido a que la población de Antigua y Barbuda desciende en su mayoría de africanos occidentales que fueron convertidos en esclavos por los europeos.
Antigua y Barbuda es una nación caribeña de la cadena de islas de las Antillas Menores. El país es un segundo hogar para muchos de los géneros pancaribeños de música popular, y ha producido estrellas del calypso, la soca, el steeldrum, el zouk y el reggae. De todos ellos, el steeldrum y el calypso son los más integrales de la música popular moderna de Antigua; ambos estilos son importados de la música de Trinidad y Tobago.

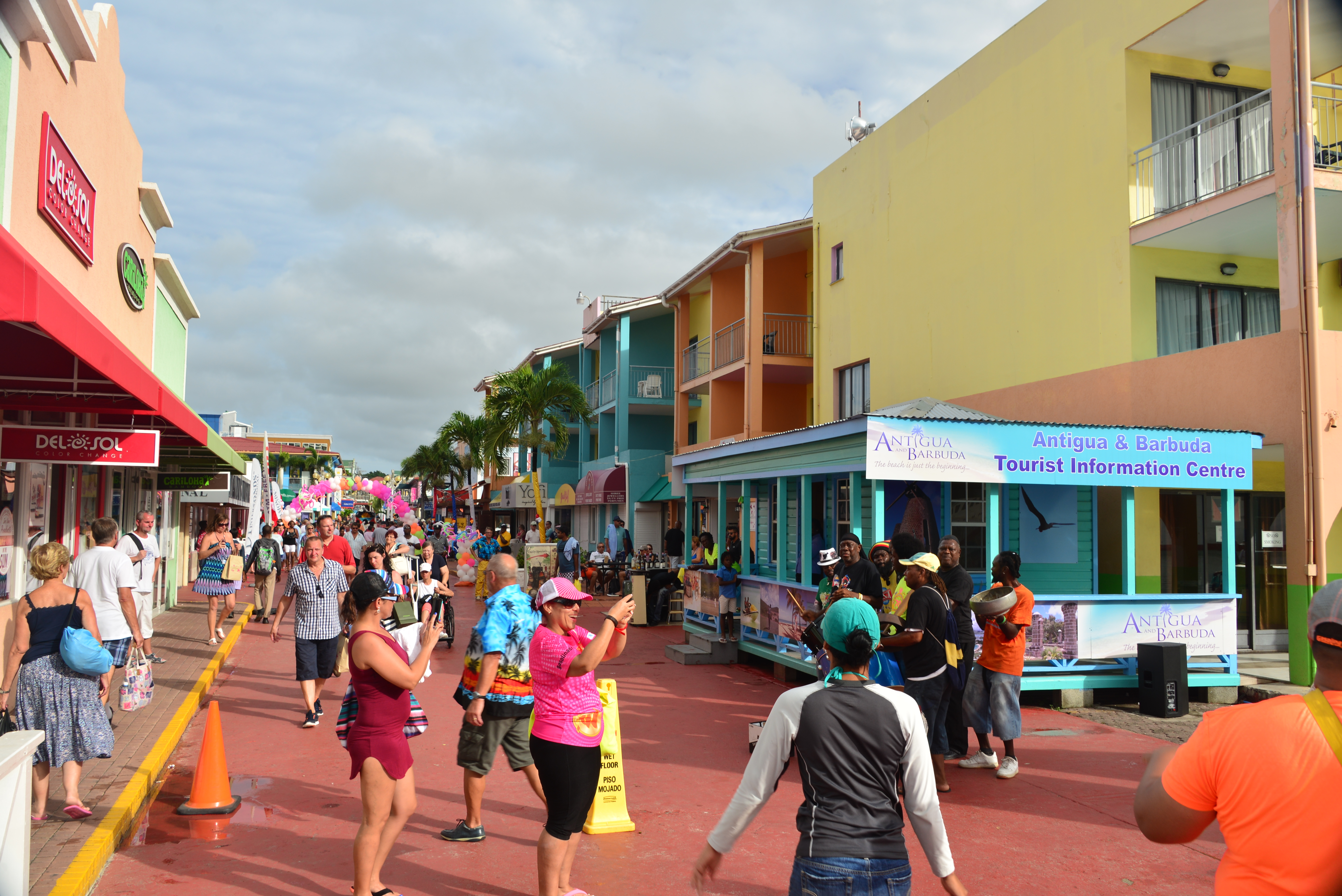
Un grupo musical entretiene a Turistas en Saint John, Antigua y Barbuda

En Antigua y Barbuda apenas se ha investigado la música. En consecuencia, gran parte de los conocimientos sobre el tema proceden de novelas, ensayos y otras fuentes secundarias.
La música documentada en Antigua y Barbuda no comenzó hasta el descubrimiento de Antigua, poblada entonces por arawak y caribes, por Cristóbal Colón en 1493. Sin embargo, la música antigua de las islas sigue estando poco estudiada. En la década de 1780, existe documentación sobre trabajadores africanos que participaban en bailes al aire libre acompañados por el banjar (más tarde bangoe, quizá relacionado con el banjo) y el toombah (más tarde tum tum), un tambor decorado con cascabeles de concha y hojalata. En la década de 1840, eran habituales los sofisticados bailes de abono, que se celebraban quincenalmente con cuadrillas de origen europeo acompañadas de violín, pandereta y triángulo.
Las iglesias de la época colonial y la actividad misionera desplazaron e influyeron de otro modo en la música de los esclavos africanos, que adoptaron elementos de la música religiosa de origen europeo. Las bandas de música del Ejército de Salvación son un ejemplo importante. A mediados y finales del siglo XIX, llegaron a Antigua algunos trabajadores portugueses, que trajeron consigo sus estilos musicales. Cuando la mayoría de los portugueses se marcharon en la década de 1880, la música libanesa llegó a la isla de la mano de inmigrantes de ese país.
Durante el periodo de dominio colonial francés, se prohibió a los esclavos africanos celebrar el Carnaval; siguieron haciéndolo, en secreto, en casa. Allí se desarrolló un estilo afrocaribeño de percusión, danza y canto llamado benna. Más tarde, la música folclórica de Antigua y Barbuda pasó a estar dominada por el calypso trinitense y el steelpan.
La mayoría de las formas de la música moderna de Antigua y Barbuda no son autóctonas de las islas, sino que fueron importadas de Francia, Reino Unido, Estados Unidos, Jamaica y Trinidad. Los bailes coloniales, como el highland fling y la quadrille, siguen siendo populares en su forma africanizada. La pérdida de las tradiciones de Antigua puede atribuirse a la ausencia de un pasado colonial francés (las islas francesas de las Antillas Menores conservan mucha música y danza de origen africano), la influencia de la poderosa familia Codrington, una identidad étnica africana relativamente unificada, la falta de inmigración africana tras el apogeo de la importación de esclavos, la presencia militar británica en Shirley Heights y una historia moderna de economía y gobierno inestables.

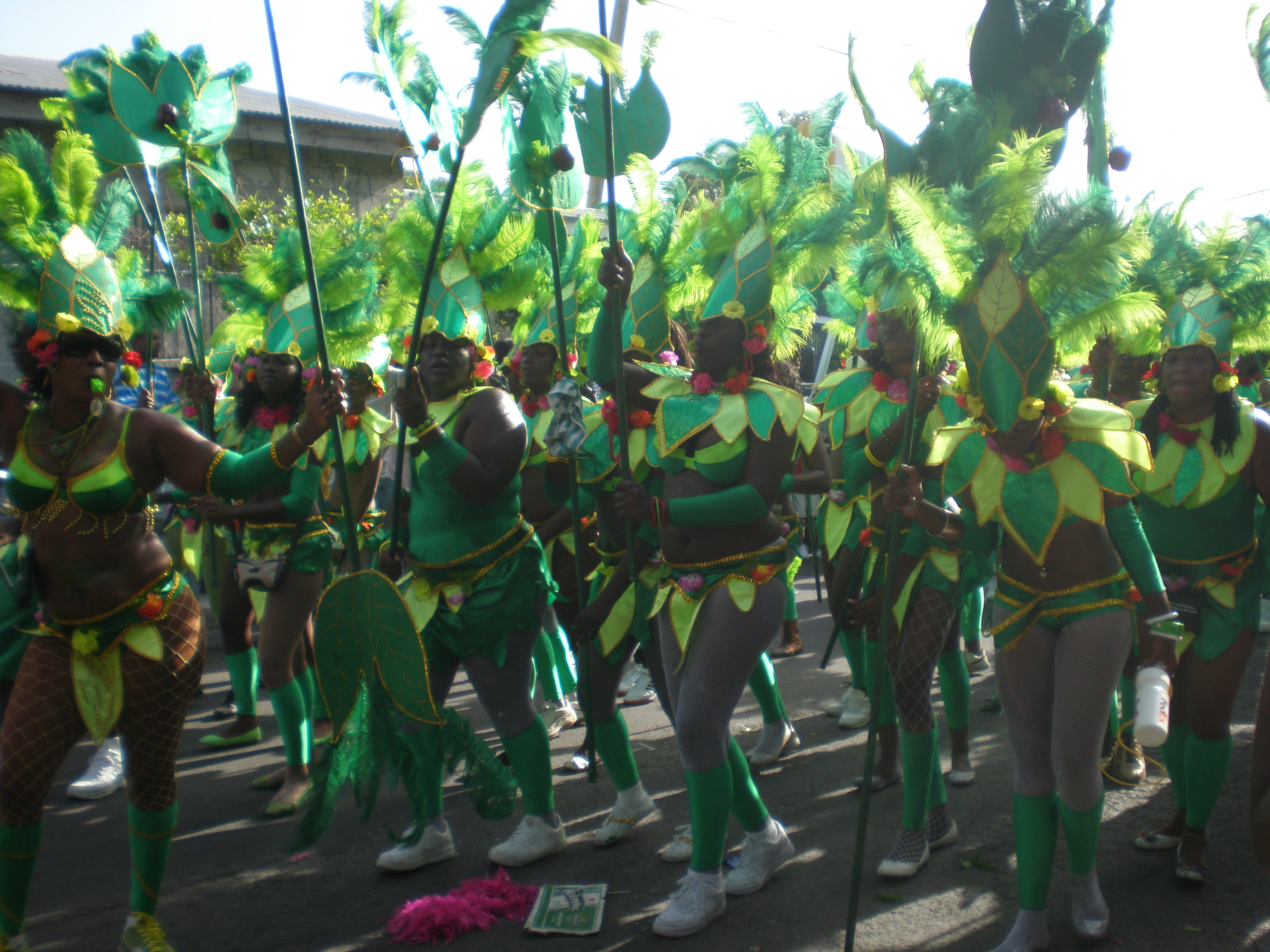
Bailarinas en el Carnaval de Antigua

El Festival de Navidad de Antiguo era una celebración culturalmente significativa, sustituida en 1957 por un Carnaval de inspiración trinitense. El Festival de Navidad de Antigua incluía varios elementos que se han adoptado en el Carnaval moderno.
Las tradiciones del Festival de Navidad incluyen tanto música como danza, especialmente relacionadas con las mascaradas y las bandas de hierro. El highland fling es un baile común del Festival de Navidad, también representado en el Carnaval moderno, interpretado por personas que llevan kilts escoceses, máscaras de alambre y látigos de piel de vaca. Bailarines ataviados con hojas de plátano y cuernos de animales participaban en el John Bull, mientras que los villancicos desfilaban con largos palos cubiertos de farolillos, llamados árboles de villancicos, cantando con acompañamiento de concertina. También eran comunes los bailarines en zancos vestidos con túnicas, llamados Moko jumbie, Jumpa-Ben o Fantasmas Largos, acompañados por tambores, pífanos, triángulos (cling-a-ching) y la gaita, hecha con una tubería de un metro de largo.
Benna (o bennah) es una canción folclórica animada de Antigua que se introdujo tras la prohibición de la esclavitud. Las canciones solían centrarse en rumores y cotilleos escandalosos y subidos de tono, y adoptaban la forma de llamada y respuesta con un líder y un público. La popularidad de Benna y su similitud con el calipso contribuyeron a que la isla fuera receptiva a la introducción de ese género. El intérprete moderno King Short Shirt ha intentado revivir el benna en los últimos años, siendo su álbum de 1977 Harambee una obra influyente que comenzó a actualizar el benna con conciencia social y política.
A principios del siglo XX, se había convertido en un método de comunicación popular que difundía noticias e informes de toda la isla. En los años 40 y 50, un cantante improvisado de benna llamado John "Quarkoo" Thomas cantaba historias actualizadas sobre escándalos legales y asuntos sexuales de la clase alta. Llegó a ser encarcelado por la letra de "Cocoatea", que trataba sobre la hija de un respetado ciudadano y su embarazo secreto en un convento.

### Gastronomía
La cocina de Antigua y Barbuda incluye las diversas tradiciones culinarias de las islas de Antigua y Barbuda, en el Caribe. El fungie, que se pronuncia "foon-jee", y el pepperpot son el plato oficial y un orgullo del país. La harina de maíz es el ingrediente principal del fungie, un plato muy parecido a la polenta italiana. Otros platos populares de esta región son la ducana, el pescado salado, el arroz sazonado y la langosta (de Barbuda). Además, hay dulces que se elaboran localmente, como el dulce de cacahuate, el pastel de azúcar, el dulce de azúcar, el estofado de frambuesa y tamarindo, y otros platos similares.

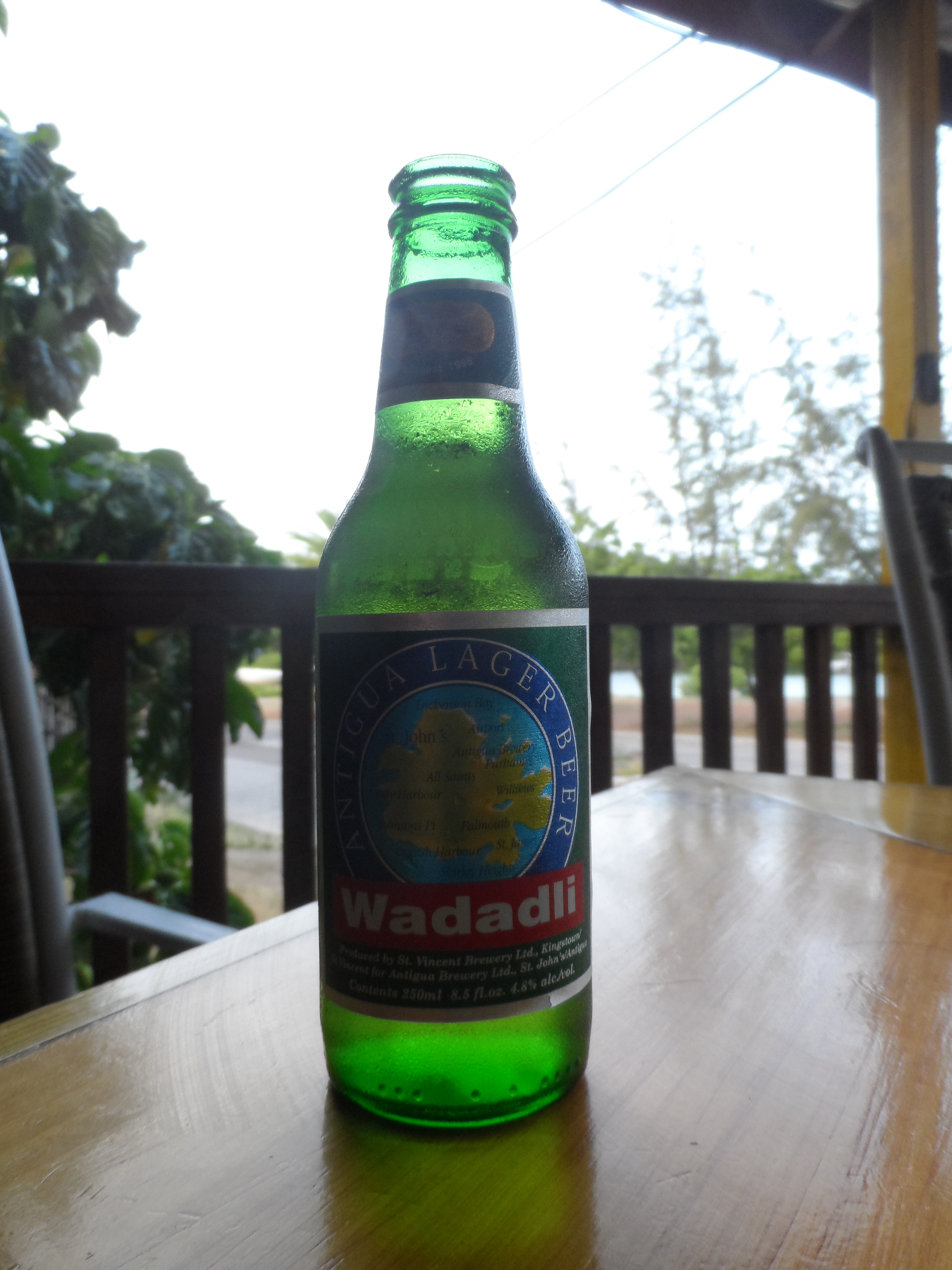
Wadadli una bebida de Antigua y Barbuda

A pesar de que estos alimentos son originarios de Antigua y Barbuda, así como de otras naciones caribeñas, la dieta de los lugareños se ha diversificado cada vez más y ahora también incluye platos tradicionales de Jamaica y Trinidad, como las carnes jerk y el roti, así como especialidades de otras naciones caribeñas.
En el desayuno se sirve pescado salado, huevos, berenjena (también llamada troba), lechuga y otras verduras. Los almuerzos suelen consistir en una fécula, como arroz, macarrones o pasta, con verduras o ensalada, un plato principal (pescado, pollo, cerdo o ternera) y una guarnición, como pastel de macarrones, patatas fritas o plátanos. Las cenas suelen consistir en una proteína, como pescado, pollo, cerdo o ternera. Los domingos, la mayoría de los habitantes del país asisten a servicios religiosos y luego regresan a casa para preparar una gran variedad de comidas para sus familias. Como la mayoría de la gente no trabaja los domingos, la cena suele servirse más temprano (sobre las 14.00). 
Las cenas pueden consistir en cerdo, pollo al horno, cordero estofado o pavo, acompañados de arroz (preparado de diversas maneras), pastel de macarrones, ensaladas y una bebida local. Los postres incluyen helado y pasteles, tarta de manzana (o de mango o piña cuando esas frutas están de temporada), gelatina y bizcocho. El suave y mantecoso pan conocido como Antiguan butter bread no necesita que se le añada más mantequilla una vez horneado. Este plato es otro pilar de la cocina de Antigua. El desayuno y otras comidas del día suelen consistir en pan de mantequilla recién horneado y queso para los residentes de la comunidad. 
En toda la ciudad de Antigua hay un gran número de casas que tienen pequeñas panaderías construidas en ellas. Estas panaderías venden panes recién horneados, y los vecinos pueden acudir a ellas para comprarlos. Se sirven junto con queso, sardinas o una salchicha de color rojo vivo que los habitantes de la zona llaman en ocasiones salami, además de otros muchos alimentos. Además, la mayoría de las comidas incluyen algo conocido como "provisiones", que suele ser un tubérculo o almidón como patatas, boniatos, batatas o eddo. 

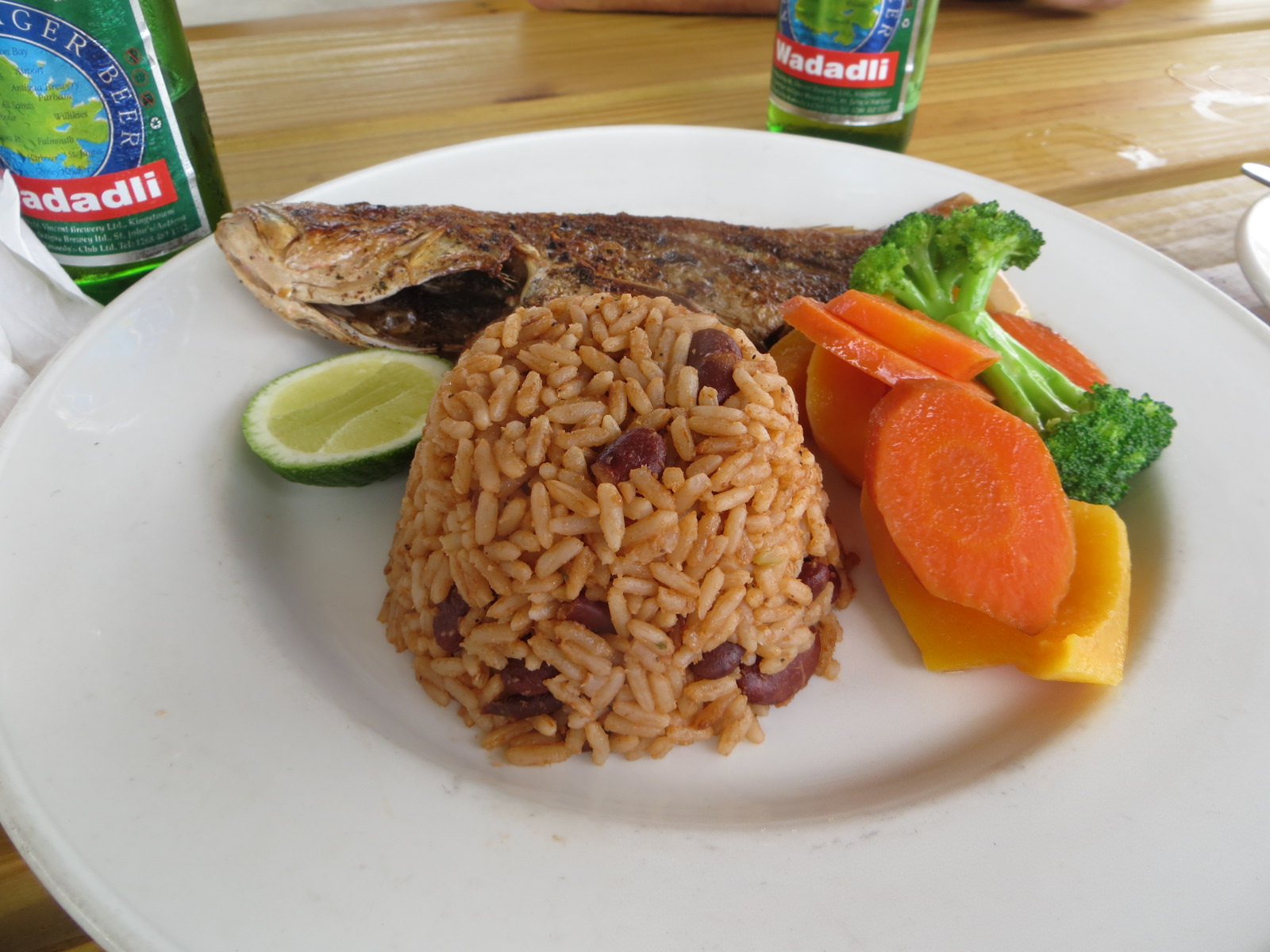
Un plato local en Antigua y Barbuda

Durante el Carnaval, un aperitivo popular es el souse, un tipo de sopa muy picante hecha con patas, codillos y rabos de cerdo, además de muchas cebollas. Esta sopa la venden vendedores ambulantes. La morcilla, también llamada morcilla, es un embutido bien condimentado a base de arroz, carne y sangre que también gusta a los habitantes de Antigua. En improvisadas parrillas, los lugareños del campo venden maíz recién cosechado y asado, normalmente aún con cáscara. La piña de Antigua suele ser suculenta y azucarada, a pesar de su pequeño tamaño. Toda la isla está cubierta de pequeñas plantaciones de piña.
Algunos ejemplos de bebidas locales son: mauby, seamoss, jugo de tamarindo, jugo de frambuesa, jugo de mango, limonada, leche de coco, jugo de hibisco, cerveza de jengibre, jugo de fruta de la pasión, jugo de guayaba, Jumo de guanábana y cerveza de jengibre, que es un refresco. Cerveza, maltas y rones son algunas de las bebidas alcohólicas que se pueden encontrar aquí. Muchas de estas bebidas se producen localmente, como el galardonado ron English Harbour y la cerveza Wadadli, que toma su nombre del antiguo nombre de la isla.
Un número significativo de residentes en la zona consume refrescos embotellados, a los que denominan bebida dulce. El ponche es un sabor que gusta a muchos. Además de la cerveza Red Stripe, la cerveza negra Guinness, la cerveza Heineken y la Malta, a los lugareños les gusta beber Malta Roja. El licor de crema Ponche Kuba es una bebida alcohólica especial de celebración muy popular en Antigua durante las fiestas navideñas. Esta bebida es de color marrón, tiene una consistencia espesa y cremosa, es extremadamente dulce y contiene un alto porcentaje de alcohol.

## Deporte

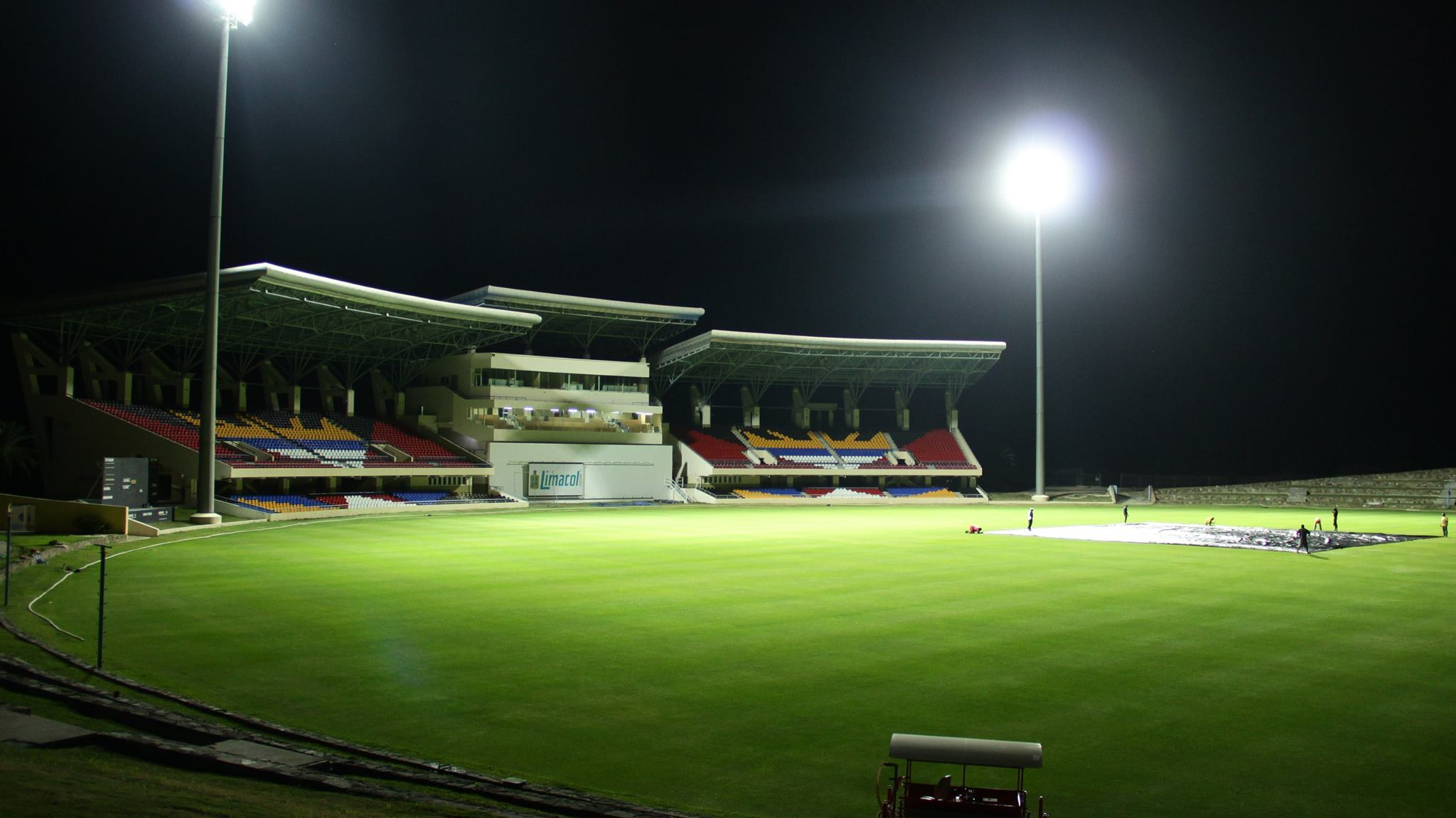
El Estadio Sir Vivian Richards se usa tanto para la práctica del críquet como del fútbol, tiene capacidad para 10 000 espectadores (el doble para la Copa del Mundo de Críquet de 2007)

El críquet es el deporte más popular en las islas. Con Sir Isaac Vivian Alexander Richards KNH OBE OOC, que representó al equipo de críquet de las Indias Occidentales entre 1974 y 1991, Antigua tuvo uno de los bateadores más famosos del mundo.
El equipo nacional de críquet de Antigua y Barbuda representó al país en los Juegos de la Commonwealth de 1998, pero los jugadores de críquet de Antigua juegan para el equipo de críquet de las Islas de Sotavento en partidos nacionales y para el equipo de críquet de las Indias Occidentales a nivel internacional. La Copa del Mundo de Críquet de 2007 se celebró en las Antillas del 11 de marzo al 28 de abril de 2007. Antigua albergó ocho partidos en el estadio Sir Vivian Richards, terminado el 11 de febrero de 2007 y con capacidad para 20.000 personas.

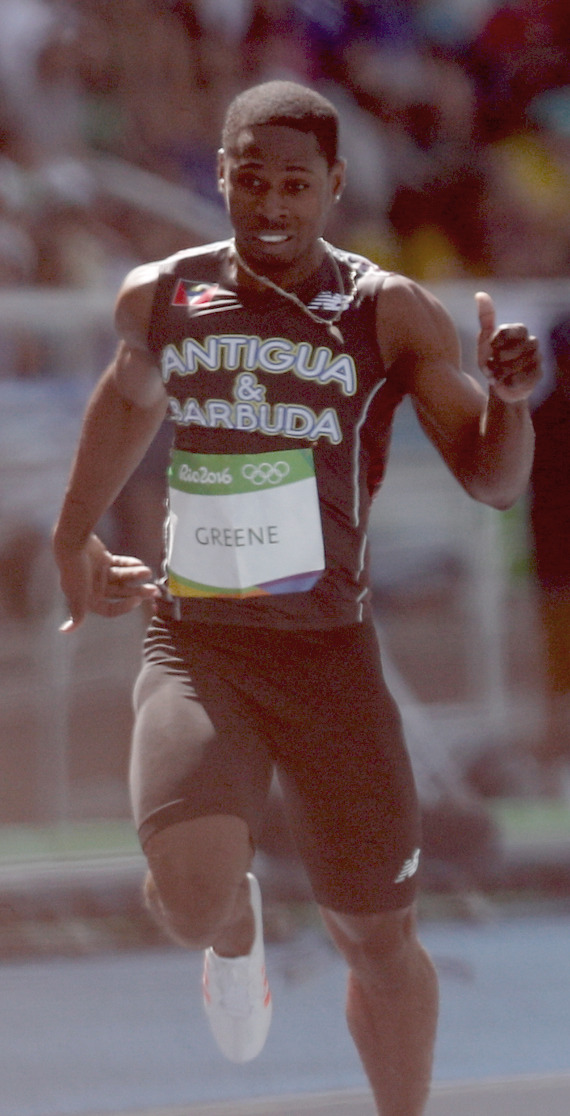
El Velocista Cejhae Greene representando a Antigua en los Juegos Panamericanos de Río 2007

Antigua es sede del Stanford Twenty20 - Twenty20 Cricket, una versión iniciada por Allen Stanford en 2006 como juego regional de críquet en el que participan casi todas las islas anglófonas del Caribe. Del 15 de enero al 5 de febrero de 2022, el estadio Sir Vivian Richards fue una de las sedes de la Copa Mundial de Críquet Sub-19 del ICC de 2022.
El rugby y el netball también son populares en el país como legado de la influencia británica en el área.
El fútbol también es un deporte muy popular. Antigua cuenta con una selección nacional de fútbol que participó en la fase de clasificación para la Copa del Mundo de 1986 en adelante. En 2011 se formó un equipo profesional, el Antigua Barracuda FC, que jugó en la USL Pro, una liga profesional inferior de Estados Unidos. El equipo de la nación tuvo un gran logro en 2012, al superar su grupo preliminar para el Mundial de 2014, sobre todo gracias a una victoria sobre la mucho más fuerte Haití. 
En su primer partido de la siguiente fase de grupos de la CONCACAF, el 8 de junio de 2012 en Tampa (Florida), Antigua y Barbuda, integrada por 17 jugadores de Barracuda y 7 de las ligas profesionales inglesas inferiores, marcó un gol contra Estados Unidos. Sin embargo, el equipo perdió 3:1 ante Estados Unidos.
Su selección de fútbol, apodados los Benna Boys, nunca se han calificado a la Copa Oro de la Concacaf ni a la Copa Mundial de Fútbol, siendo una selección de importancia media en la Concacaf. Dentro del país existe la Primera División, que fue fundada en 1962; el equipo más laureado es el Empire FC, con 13 conquistas.
Daniel Bailey se había convertido en el primer antigüeño en alcanzar una final mundial en pista cubierta, donde ganó una medalla de bronce en los Campeonatos Mundiales en Pista Cubierta de la IAAF 2010. También fue el primer lugareño en llegar a una final de 100 metros en los Campeonatos del Mundo de Atletismo de 2009, y el primer local  en correr por debajo de los 10 segundos en 100 metros.

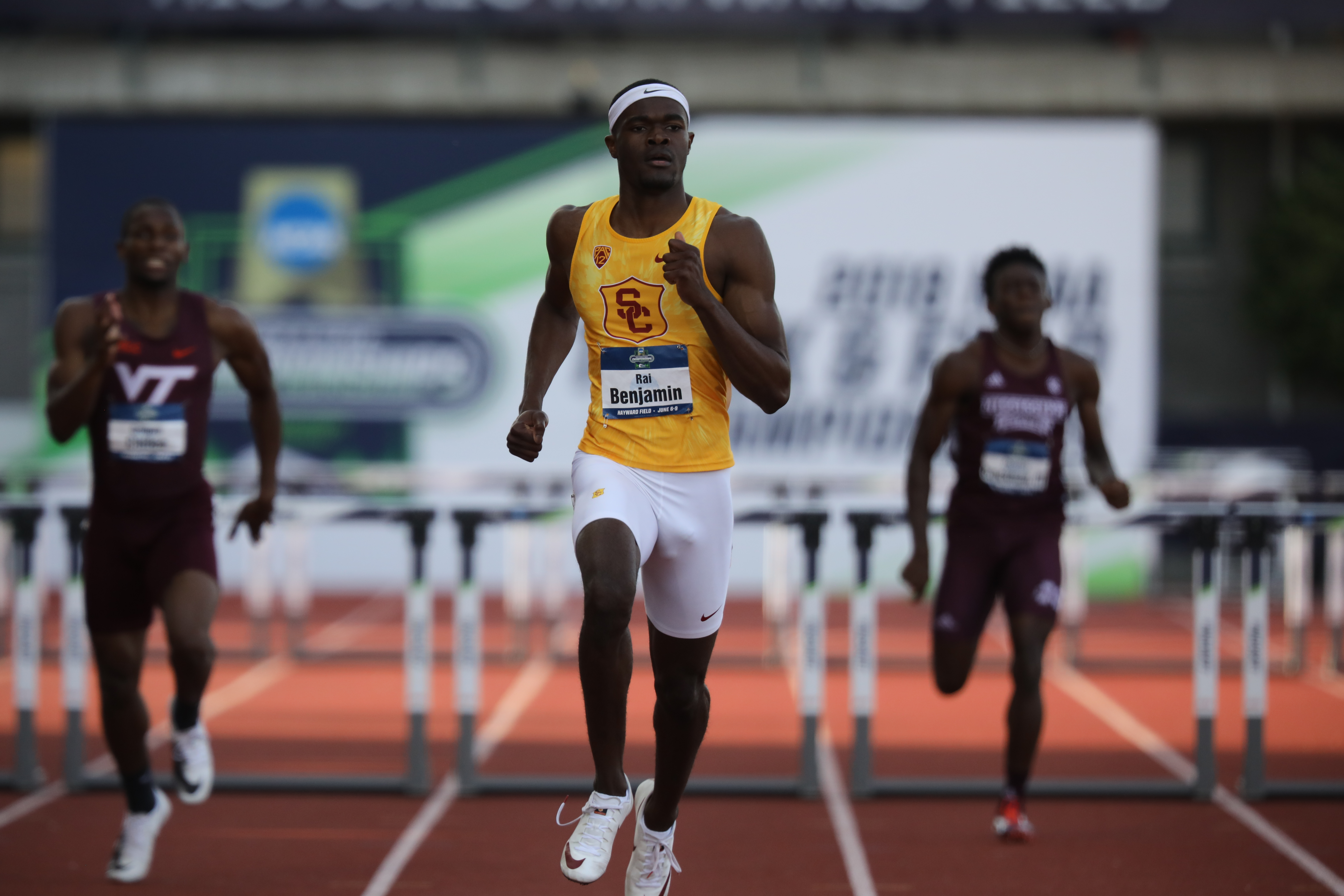
Rai Benjamin medallista olímpico es nativo de Antigua

Brendan Christian ganó una medalla de oro en los 200 m y una de bronce en los 100 m en los Juegos Panamericanos de 2007. James Grayman ganó una medalla de bronce en los mismos juegos en salto de altura masculino. Miguel Francis es el primer local que baja de los 20 segundos en los 200 metros. Heather Samuel ganó una medalla de bronce en los Juegos Panamericanos de 1995 en 100 m.
Rai Benjamin, medalla de oro olímpica en 400 metros vallas, representó anteriormente a Antigua y Barbuda antes de representar a Estados Unidos. Su medalla de plata en los Juegos Olímpicos de 2020 le convirtió en la segunda persona más rápida de la historia en 400 metros vallas con un tiempo de 46,17.